# 都営地下鉄浅草線
浅草線（あさくさせん）は、東京都大田区の西馬込駅から墨田区の押上駅までを結ぶ、東京都交通局が運営する鉄道路線（都営地下鉄）である。『鉄道要覧』における名称は1号線浅草線。開業当初は「都営1号線」と称した（後述）。一般的に都営浅草線と呼ばれることが多い。
営業区間全線にわたって地下線を走行するが、車両基地（馬込車両検修場）への引込線は高架線を走行する。路線名の由来は下町のイメージが色濃く残り、かつ国際的観光地でもある浅草から。車体および路線図や乗り換え案内で使用されるラインカラーは「ローズ」、路線記号はA。ただし、線内では朱色（バーミリオン）・茜色等も用いられる。

## 概要
それまで営団地下鉄（後の東京地下鉄〈東京メトロ〉）とその前身の東京地下鉄道・東京高速鉄道により建設・運営が行われてきた東京の地下鉄において、東京都（東京都交通局）が運営主体となる初めての地下鉄路線である。
東京都区部を南部から中央部・墨東地域にかけて走る。泉岳寺駅で京急本線と、押上駅で京成押上線と接続し、本路線を含めた鉄道5事業者（京浜急行電鉄〈京急〉・東京都交通局・京成電鉄・北総鉄道・芝山鉄道）による相互直通運転が行われており、千葉県北西部の成田市・印西市・芝山町の各方面から神奈川県逗子市・横須賀市・三浦市に渡る広域な鉄道ネットワークを形成している。これは地下鉄と郊外の民鉄事業者による日本初の直通運転である。また泉岳寺駅以南は京急本線に直通する列車が主流になっており、泉岳寺駅 - 西馬込駅間は支線のような扱いになっている。詳細は「運行概況」の節を参照。
直通先の京急線・京成線がそれぞれ東京国際空港（羽田空港）、成田国際空港へのアクセスを担っているため、浅草線自体も空港アクセス路線としての役割を有し、羽田空港第1・第2ターミナル駅と成田空港駅を結ぶ列車も設定されている。また、2010年7月17日に開業した北総線経由のアクセスルートである成田空港線（成田スカイアクセス線）との直通運転も行っており、都心部から成田空港へのアクセス路線としての役割は強さを増している。
東京都内の地下鉄路線では、都営地下鉄大江戸線、東京メトロ副都心線とともに千代田区を通らない路線である。また東京都内の地下鉄路線では唯一東京メトロ丸ノ内線、有楽町線、南北線との乗換駅がない。
路線はおおむねJR山手線・JR京浜東北線・東京メトロ銀座線・JR横須賀・総武快速線といった既設の旅客流入路線のバイパスとなる線形をとっている。収支状況は2015年度決算で純損益約107億円の黒字である。

## 路線データ

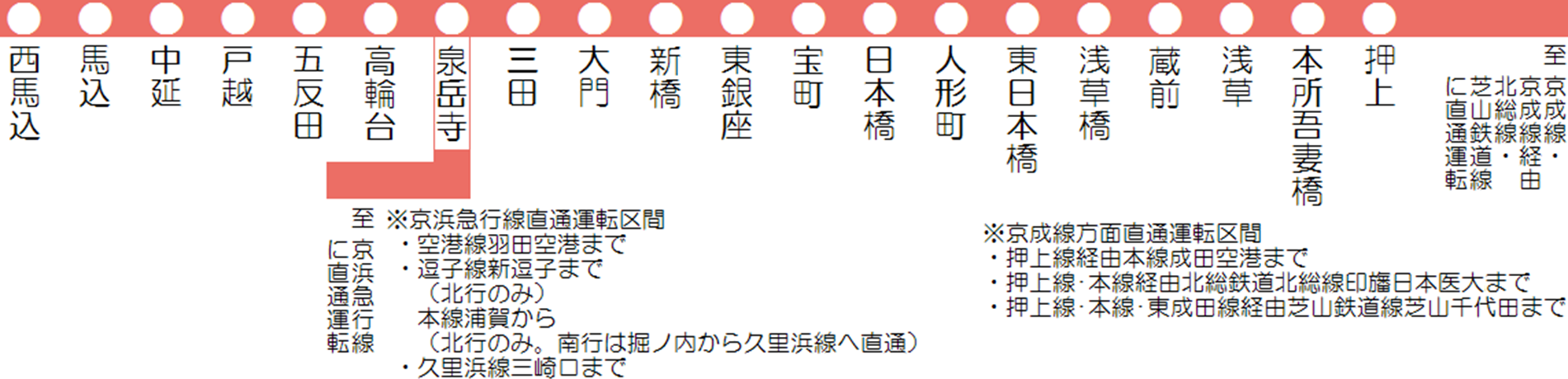
路線図

- 路線距離（営業キロ）：18.3 km（全線地下）
- 軌間：1,435 mm（標準軌）
- 駅数：20駅（起終点駅含む）
- 複線区間：全線
- 電化区間：全線（直流1500 V 架空電車線方式）
- 閉塞方式：自動閉塞式
- 保安装置：C-ATS
  - 現在、日本の地下鉄で唯一、非ATCの保安装置を採用。
- 列車無線方式：誘導無線 (IR) 方式
- 最高速度：70 km/h[2]
- 表定速度[4]
  - 北行 30.6 km/h・南行 30.8 km/h
  - エアポート快特（泉岳寺 - 押上）34.9 km/h
- 所要時分（2013年4月時点）
  - 北行 35分50秒・南行 35分40秒
  - エアポート快特（泉岳寺 - 押上 11.4 km）19分35秒
- 車両基地：馬込車両検修場

本路線の建設費用は822億5,569万円である。主な内訳は線路費が553億4,195万円、用地買収・権利設定費用が92億4,443万円、総係費・建設利息が82億4,475万円、車両費が33億3,457万円（以下、省略）となっている

## 沿革
戦前より地下鉄への参入を希望してきた東京都にとって、浅草線は初の地下鉄路線であり、その建設は多くの流転を経て実現した。
東京都心部の銀座・新橋地区を経由して京成電鉄（当時は京成電気軌道）の押上と京浜急行電鉄（当時は京浜電気鉄道）の品川を高速鉄道で結ぶ構想はかねてからあり、明治の市区改正を経て1920年（大正9年）に「東京市告示第2号」として示された7路線の中にも1号線（品川八ッ山 - 新橋 - 築地 - 両国西側 - 雷門 - 押上）として記載されていた。その後、関東大震災等を経てその構想は変化した。

### 帝都高速度交通営団の設立
1941年（昭和16年）9月1日、帝都高速度交通営団（営団地下鉄）（東京地下鉄〈東京メトロ〉の前身）の設立に伴い、東京23区の前身にあたる東京市、東京地下鉄道、東京高速鉄道、京浜地下鉄道が保有していた路線免許は、全て営団地下鉄に有償譲渡された。
このうち、戦後の都市計画第1号線となるのは以下の路線免許である。
- 東京地下鉄道が保有：三田二丁目 - 五反田 - 馬込間
- 京浜地下鉄道が保有：新橋 - 品川間
- 東京高速鉄道が保有：新橋 - 東京間
- 東京市が保有：東京 - 巣鴨間
  - この路線免許は戦前の都市計画第3号線「渋谷 - 桜田本郷（現・西新橋） -東京駅前 - 万世橋 - 本郷三丁目 - 巣鴨」間の路線免許である[6]。渋谷 - 東京間の路線免許は東京市から東京高速鉄道に譲渡され、渋谷 - 新橋間は現在の銀座線として開業したが、新橋 - 東京間は未成線として残っていたもの

太平洋戦争（第二次世界大戦）後の1946年（昭和21年）12月7日、戦災復興院より告示された「告示第252号」において、戦後の都市計画第1号線は「武蔵小山駅 - 五反田駅 - 田町駅 - 愛宕町 - 虎ノ門 - 日比谷 - 銀座 - 茅場町 - 浅草橋 - 上野広小路 - 本郷三丁目 - 巣鴨駅 - 板橋駅 - 下板橋に至る路線」（23.9 km）とされた。
この告示に伴い、営団地下鉄は前述の免許済路線を告示第252号に合致させるため、1949年（昭和24年）4月28日に起業目論見変更認可を申請し、同年5月23日に認可を受けた。起業目論見変更後は新橋 - 巣鴨間の路線免許から南佐久間町一丁目（現・西新橋） - 日比谷公園 - 銀座四丁目 - 日本橋茅場町 - 浅草橋一丁目 - 上野広小路 - 本郷三丁目 - 巣鴨駅間（14.21 km）の路線免許となった。

### 東京都による地下鉄建設
急速な復興と将来の経済成長を見越した新たな高速鉄道（地下鉄）計画として策定された1956年（昭和31年）の都市交通審議会答申第1号、それを受けた1957年（昭和32年）6月17日の建設省告示第835号により、都市計画第1号線は「馬込東 - 中延駅 - 五反田駅 - 車町 - 田町駅 - 金杉 - 浜松町 - 新橋駅 - 銀座東四丁目 - 宝町 - 江戸橋 - 人形町 - 浅草橋 - 蔵前 - 吾妻橋一丁目 - 押上駅」（17.3 km）に変更され、第1号線の一部であった蔵前 - 下板橋間は都市計画第5号線（東西線）分岐線の大手町 - 下板橋間の一部となった。
これを受け、営団地下鉄は1957年（昭和32年）6月18日に第1号線路線免許の起業目論見変更認可申請を行い、8月13日に認可された。
- 三田二丁目 - 五反田 - 馬込間（7.2 km）から芝車町（泉岳寺駅） - 五反田 - 馬込東（5.6 km）に変更
- 南佐久間町一丁目 - 巣鴨駅から芝新橋二丁目（現・東新橋付近） - 銀座東 - 宝町 - 江戸橋 - 人形町 - 浅草橋 - 蔵前二丁目間（5.27 km）と大手町 - 神保町 - 三崎町 - 春日町 - 白山前町 - 巣鴨駅間（6.43 km ）に分割[8]。

戦後の東京の地下鉄建設は帝都高速度交通営団（営団地下鉄）が担っていたが、東京都の地下鉄建設への希望が強いことや営団地下鉄だけでは建設が追い付かないという東京都の主張が受け入れられ、第1号線は東京都によって建設されることになった。最終的に運輸省（当時）の指示もあり、1957年（昭和32年）9月30日に営団地下鉄が保有していた都市計画第1号線馬込 - 泉岳寺 - 新橋 - 蔵前二丁目間の路線免許は東京都に譲渡、芝車町（泉岳寺） - 品川間の路線免許は京浜急行電鉄に譲渡することとなった。東京都（交通局）は、営団地下鉄へ450万円を支払うことで譲渡を受けているほか、京浜急行電鉄は、1,526万円を支払うことで譲渡を受けている。
その際には高輪（泉岳寺）から南の馬込へ伸びる区間も東京都が建設することになった。同区間は1962年の東京都都市計画地方審議会では「6号線」（その後の三田線）に変更されたが、馬込に車両基地用地を確保していた都交通局の要望もあり、1964年12月の建設省告示で実情に合わせて浅草線の延長区間に戻された。一方、高輪（泉岳寺） - 品川間は京急が京急本線の延長として建設することになった。
開業順では3番目だが、1号線となったのは、東京湾側から時計回りでナンバリングされた際、上記ルートの西側が最も東京湾に近かったからである。
免許が交付されると、新造の地下鉄線はともに都心にターミナルのない京成と押上駅で、京急と品川駅での相互乗り入れを前提に建設が進められた。当時は京成と京急で軌間が異なっていたが、京成が1,372 mmから改軌して都営と共に京急の1,435 mm軌間に3事業者が統一することとなった。路線建設は京成側から進められ、1960年に押上 - 浅草橋間が開業、順次路線が延長された。当時同じく建設中であった営団日比谷線と競い合うように工事が進められたが、浅草線は軟弱地盤に悩まされて工事が遅れ、地盤陥没による死亡事故まで発生した。
これらが重なり、1964年10月10日の東京オリンピック開幕までに全線開通が間に合わなかった。このため、東京都交通局は開幕に先立つ同年10月1日に新橋 - 大門間を単線で暫定開業させ（下記参照）、オリンピック開催期間中は建設工事を休止した。この遅延は、6号線問題も絡んだとはいえ泉岳寺以南の路線計画が不安定なままという事情も影響していた（「都営地下鉄三田線 § 建設経緯」も参照）。

### 都市交通審議会答申第6号
1962年（昭和37年）6月8日の都市交通審議会答申第6号では、第1号線は「品川方面より田町、新橋、浅草橋及び浅草の各方面を経て押上方面に至る路線」とされ、第5号線（→東京メトロ東西線）の一部であった大手町 - 下板橋間が第6号線（→都営三田線）として分離され、「西馬込方面より五反田、田町、日比谷、春日町、巣鴨及び大和町の各方面を経て上板橋および志村の各方面に至る路線」とされた。同年8月29日の建設省告示第2187号により、第1号線は馬込 - 押上間から品川 - 泉岳寺 - 押上間に、第6号線が西馬込 - 泉岳寺 - 大手町 - 巣鴨 - 志村間及び大和町（板橋区） - 上板橋間に都市計画路線が変更となった。
その後、都市交通審議会は1964年（昭和39年）1月31日に前述の第6号答申の変更を行った。第6号線の大和町（板橋区） - 上板橋間の分岐線を廃止し、志村からさらに西進して埼玉県大和町（現・和光市）に延伸、第6号線は桐ケ谷 - 泉岳寺 - （現在の都営三田線ルート） - 志村 - 埼玉県大和町方面間とし、西馬込 - 泉岳寺間は第1号線に振り替えるものである。同年12月16日の建設省告示第3379号により、都市計画第1号線は西馬込 - 泉岳寺 - 押上間（18.5 km）及び分岐線品川 - 泉岳寺間（1.5 km）に落ち着いた。
第5号線（→東京メトロ東西線）の一部であった大手町 - 下板橋間が第6号線（→都営三田線）の一部となったことで、営団地下鉄が保有していた大手町 - 巣鴨間の路線免許は東京都（東京都交通局）に譲渡された。最終的に戦前に東京23区の前身の東京市が取得した路線免許（第3号線新橋 - 巣鴨間）は東京都に戻り、東京都営地下鉄の路線免許（浅草線の新橋 - 蔵前間、三田線の大手町 - 巣鴨間）として活用されることとなった。

### その後の計画
その後、1972年（昭和47年）3月の答申第15号では、西馬込・品川方面 - 押上 - 青砥 - 高砂 - 大町付近 - 鎌ケ谷市北部 - 千葉ニュータウン小室地区への延伸計画が示され、青砥 - 高砂間は京成線の複々線化を行うものとされた。このうち、西馬込 - 押上が都営浅草線、品川 - 泉岳寺が京急線、青砥 - 京成高砂が京成線の線増分、京成高砂以東が北総開発鉄道（現・北総鉄道）北総線として開業している。
当初計画では浅草駅は存在せず、浅草橋から駒形を経由して押上に向かう予定であった（このほかにもいくつかのルート案があった）。しかし利便性を考慮して駒形駅を北に移動し浅草駅を設けることとなり、さらに蔵前・本所吾妻橋の各駅が追加された。駒形の駅用地は駒形変電所（地下変電所）として活用されている。
また、かつては西馬込から南進し、神奈川県方面へ延伸する計画も存在しており、1985年の運輸政策審議会答申第7号において「今後整備について検討すべき路線」として位置付けられていた。しかし、2000年の運輸政策審議会答申第18号ではこの計画は削除されている。

### その他
開業当初、他に都の経営する地下鉄は存在しておらず、単に都営地下鉄線と呼ばれていたが、その後現在の三田線が開業すると、1968年の都市交通審議会答申第10号の路線名称を借用し都営1号線、と称した。その後、正式名称を公募することになり、新宿線の開業を年末に控えた1978年7月1日より1号線は都営浅草線の名称が与えられた。その後2000年に正式名称から「都営」が外されている。

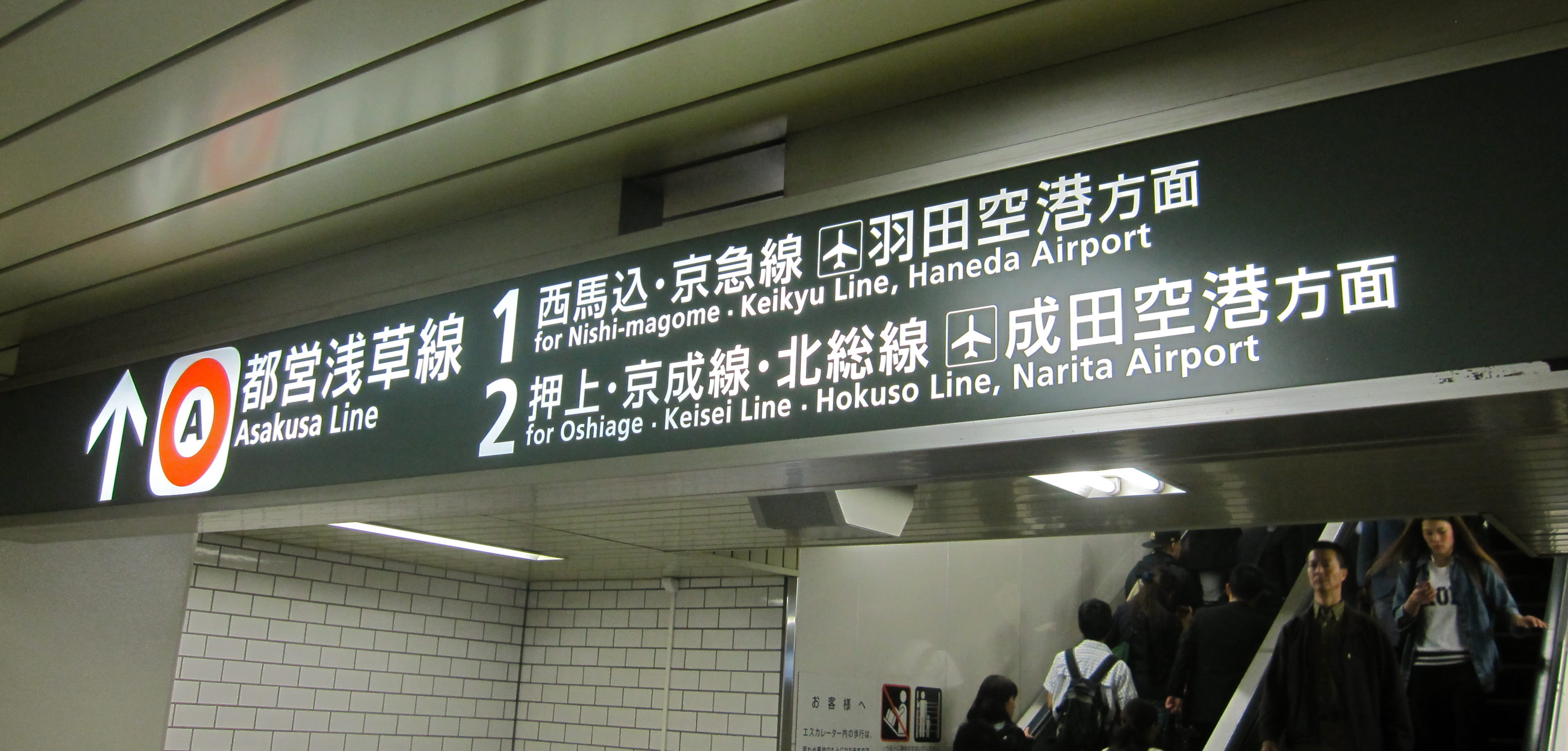
浅草線ホーム看板。羽田空港と成田空港に通じる

東京の都市交通の中で山手線の東側を通る昭和通りは交通量が多く、そのことは江戸橋（現在の日本橋） - 新橋間で同通りの地下を走行する1号線（浅草線）の建設と経営を東京都が行う重要な動機だった。しかし、新宿をはじめとした山手線西側の副都心開発は東京の重心を西側にずらし、そこから外れた浅草線の輸送人員数や混雑率は他の地下鉄路線と比較すると低くなったが、これは輸送力増強の余地にもなった。1991年に京成が成田空港駅、1998年に京急が羽田空港駅（現在の羽田空港第1・第2ターミナル駅）に乗り入れると、浅草線は両空港や東京都心部を結ぶ空港アクセス鉄道の機能を飛躍的に強め、一部駅の通過運転で速達性を重視した「エアポート快特」の運転も行われるようになった。

### 年表
- 1941年（昭和16年）9月1日、帝都高速度交通営団（営団地下鉄）の設立に伴い、東京市、東京地下鉄道、東京高速鉄道、京浜地下鉄道が保有していた路線免許が、全て営団地下鉄に有償譲渡される[6]。
- 1946年（昭和21年）12月7日：戦災復興院より「東京都市計画高速鉄道網」の改訂が行われ、戦後の都市計画第1号線は武蔵小山駅 - 下板橋駅間の路線として告示される[6]。
- 1957年（昭和32年）
  - 6月17日：都市交通審議会答申第1号に基づいた告示により、都市計画第1号線は馬込東 - 押上間の路線に変更される[6]。
  - 10月3日：東京都が蔵前二丁目 - 押上間の地方鉄道敷設免許の申請ならびに営団地下鉄（当時）が所有していた馬込 - 蔵前二丁目間の地方鉄道敷設免許の譲受許可を申請[17][18][8]。
- 1958年（昭和33年）
  - 3月1日：前述した地方鉄道敷設免許と免許譲受が許可される[17][18][8]（つまり、馬込 - 押上間の地方鉄道敷設免許を取得）。
  - 8月27日：地下鉄1号線最初の建設工事を開始[19][18]。
- 1960年（昭和35年）
  - 10月12日：5000形電車が完成する。
  - 11月25日：西馬込 - 馬込間の地方鉄道敷設免許を申請。
  - 12月4日：都営1号線として押上駅 - 浅草橋駅間 (3.2 km) 開業。地下鉄と郊外の民鉄事業者による初の乗り入れとして京成電鉄と相互直通運転開始[20]。京成曳舟駅 - 荒川駅（現・八広駅）間の旧向島駅付近に向島検修場を開設。
- 1962年（昭和37年）
  - 3月9日：東日本橋駅 - 人形町駅間の人形町駅付近で地盤陥没事故、死者1名。これにより同区間の開業を延期。
  - 5月31日：浅草橋駅 - 東日本橋駅間 (0.6 km) 開業（地盤陥没事故の影響で、単線での暫定開業）。
  - 9月30日：東日本橋駅 - 人形町駅間 (0.7 km) 開業、浅草橋駅 - 東日本橋駅間複線化。同日、浅草橋駅の線路配線を一部変更（引き上げ線を旧北行線に移設、旧留置線を新北行線に変更）。
- 1963年（昭和38年）
  - 2月28日：人形町駅 - 東銀座駅間 (2.4 km) 開業。東銀座駅には折り返し設備がないため、列車の折り返しは0.9 km先の汐留信号所（初代）で行った。高砂検修場を開設。
  - 12月12日：汐留信号所（初代）を駅に格上げして新橋駅とし、東銀座駅 - 新橋駅間 (0.9 km) 開業。
- 1964年（昭和39年）
  - 4月21日：西馬込 - 馬込間の地方鉄道敷設免許を取得。
  - 10月1日：新橋駅- 大門駅間 (1.1 km) 開業（単線運転。このため約半数の列車は新橋駅折り返し）。
- 1968年（昭和43年）
  - 6月15日：新橋駅 - 大門駅間複線化。京急車の浅草線内営業運転を開始。
  - 6月21日：大門駅 - 泉岳寺駅間 (2.6 km) 開業[報道 2]。京浜急行電鉄と相互直通運転開始[報道 2]。
  - 11月15日：泉岳寺駅 - 西馬込駅間 (6.9 km) 開業。全線開通。馬込検修場・車両工場が完成し、向島・高砂検修場を廃止。
- 1969年（昭和44年）11月13日 - 学生らが泉岳寺駅ホームおよび駅構内に停車していた青砥行電車車内で火炎瓶を投擲、炎上させる。火災により運行停止[報道 3]。
- 1970年（昭和45年）
  - 7月：ラインカラーを導入（導入当時は朱色   であった）。それまでは赤色が使われていたが、（当時の）営団との協議により赤色は丸ノ内線に譲渡された。
  - 京急の夏季休日ダイヤの関係で一部列車が臨時増結し、東京の地下鉄で初めて8連で乗り入れる。
- 1973年（昭和48年）12月31日：労働争議により、浅草線の大晦日 - 元日の終夜運転を中止する。
- 1976年（昭和51年）
  - 2月28日：5200形電車を導入（導入当時は5000形の一部であった）。
  - 6月10日：全列車が6両編成となる[21]。
- 1978年（昭和53年）
  - 6月21日：ラッシュ時において京急線からの直通列車で8両編成の運転を開始する[21]（朝夕各6往復）。
  - 7月1日：都営1号線から都営浅草線に改称。
- 1986年（昭和61年）12月31日：浅草線を含む都営地下鉄で大晦日 - 元日の終夜運転を再開。
- 1987年（昭和62年）7月15日：乗り入れ車両の冷房の使用が開始される。
- 1988年（昭和63年）
  - 11月16日：京急からの直通列車がすべて8両編成となる。
  - 12月22日：5200形1編成（6両）を冷房化[22]。浅草線自局車両で初めての冷房車となる（使用は夏季）。
- 1989年（平成元年）3月19日：江戸橋駅を日本橋駅に改称。
- 1991年（平成3年）3月31日：北総開発鉄道（現・北総鉄道）と相互直通運転開始。5300形電車営業運転開始。
- 1993年（平成5年）
  - 4月1日：京急空港線が羽田駅（現天空橋駅）まで暫定開業したことに伴い、羽田駅への直通列車が運行開始。この時、京急空港線は6両編成までしか対応していなかったため6両編成による京急直通列車が復活した[注釈 3]。
  - 9月1日：押上駅 - 泉岳寺駅間でAM放送を受信できるサービスを導入[報道 4]。
- 1994年（平成6年）
  - 11月1日：AM放送を受信できるサービスを全線に拡大[報道 5]。
  - 12月10日：京急空港線の8両編成対応工事完了に伴い、同線直通列車が8両編成となる。
- 1995年（平成7年）7月2日：5000形電車の営業運転終了。冷房化率100%となる。
- 1998年（平成10年）11月18日：京急空港線全線開業に伴い、地下鉄初の特急列車となるエアポート快特・エアポート特急（現在は廃止）運転開始[報道 1]。
- 2000年（平成12年）4月20日：正式名称を都営浅草線から浅草線に改称。
- 2002年（平成14年）10月27日：芝山鉄道と相互直通運転開始[広報 1]。
- 2004年（平成16年）6月：馬込車両検修場完成。馬込工場を廃止。
- 2006年（平成18年）
  - 4月1日：新橋 - 大門間に大江戸線との連絡線である「汐留連絡線」が開通。5200形のさよなら運転（2006年11月3日 北総線千葉ニュータウン中央駅）

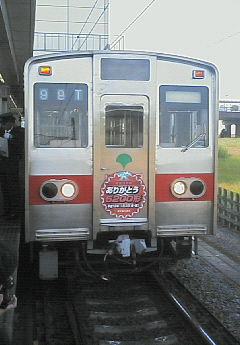
5200形のさよなら運転（2006年11月3日 北総線千葉ニュータウン中央駅）

  - 11月3日：5200形電車の営業運転終了[広報 2]。西馬込 - 北総線千葉ニュータウン中央間でさよなら運転を実施[広報 2]。
- 2007年（平成19年）
  - 3月17日：C-ATSの一部機能を使用開始[広報 3][23]。
  - 7月8日：未明に泉岳寺駅構内の送電ケーブルから火災が発生し、その後三田駅で発生した車両故障（京急車両）が重なり、始発から15時40分頃まで全線不通になる。運行再開後も京急線との直通運転を終日中止。翌9日、関東運輸局が交通局に文書で警告する事態となる。
- 2010年（平成22年）7月17日：北総線経由で成田空港を結ぶ京成成田空港線（成田スカイアクセス）開業に伴い、同線との直通運転を開始。ダイヤ改正を実施し、運行種別に「アクセス特急」が追加[広報 4]
- 2011年（平成23年）
  - 2月26日：C-ATSを全線にて使用開始[広報 5]。
  - 3月11日：東北地方太平洋沖地震（東日本大震災）が発生したため、京成線・京急線・北総鉄道北総線・芝山鉄道線との相互直通運転が休止される。
  - 3月14日：東北地方太平洋沖地震による発電所の停止に伴う電力供給逼迫のため、東京電力が輪番停電（計画停電）を実施。これに伴い、京成線・京急線・北総鉄道北総線・芝山鉄道線との相互直通運転が休止された。いずれも3月中に再開。
- 2012年（平成24年）10月21日：ダイヤ改正を実施し、エアポート快特の種別をオレンジ色に変更[広報 6]。
- 2014年（平成26年）11月8日：ダイヤ改正を実施し、6両編成の運転を廃止。全列車が8両編成となる[広報 7]。
- 2016年（平成28年）2月5日：一部の車両において無料Wi-Fi（公衆無線LAN）サービスが開始[報道 6]。
- 2017年（平成29年）4月1日：人形町駅で改札通過サービスが開始される[広報 8]。
- 2018年（平成30年）
  - 3月17日：人形町駅と半蔵門線水天宮前駅が乗換駅に指定される[広報 9]。
  - 6月30日：5500形電車が営業運転開始[広報 10][24]。
- 2019年（令和元年）10月5日：新橋駅でホームドアの供用を開始[広報 11]。東京都交通局とデンソーウェーブ社が共同開発したQRコードを用いたドア開閉連動技術「tQR」を採用（詳細後述）。
- 2024年（令和6年）
  - 2月20日：押上駅の全番線でホームドアの供用が開始され[広報 12]、全駅でホームドア整備完了[報道 7]。
  - 12月21日：五反田駅、泉岳寺駅、三田駅、大門駅、新橋駅、東銀座駅、宝町駅、日本橋駅、人形町駅、浅草橋駅、浅草駅、本所吾妻橋駅の自動改札機でクレジットカードなどのタッチ決済を活用した乗車サービスの実証実験を開始[広報 13]。
- 2025年（令和7年）
  - 3月1日：相互直通運転を行う他社車両において、タブレット端末による車内自動放送を開始[広報 14]。

### 最初の開業について
押上 - 浅草橋間の開業は1960年（昭和35年）12月1日に予定され、開通式はその前日となる11月30日に実施した。
しかし、全体の施設完成後の同年11月に東京陸運局に運輸開始認可の申請を行い、11月25日より5日間にわたり運輸省（現・国土交通省）による運輸開始検査を行った際に、駅施設の内装の不備、駅務員の教育不足などいくつかの指摘事項を受けた。
このため、12月1日の開業時に運輸開始認可が下りず、旅客営業ができなくなるという事態が発生した。その後、東京都は指示された期限内に完成させること、業務指導を徹底することを確約し、再確認を受けた12月4日の午後になり、運輸開始認可を受けた。このため、当日も始発からの運転開始が押上駅14時35分発からの運行となり、多くの混乱が生じた。

## 運行概況
以下の鉄道路線との乗り入れが存在し、相互直通運転の多様性が特色として挙げられる。大部分の列車が他の事業者の路線と直通している。特に、終点駅である押上駅折り返しの列車は少なく、早朝・深夜を除きほとんどの列車が京成押上線に直通する。大幅なダイヤ乱れが生じた場合でも、押上駅での折り返し運転は原則としてされない。列車は最大で4事業者にまたがって運転される。これはPASMOにおける改札内乗継回数の上限と重なるが、乗り入れ先のうち芝山鉄道線内ではPASMOが使用できない。
押上経由
- 京成電鉄：押上線・本線・成田空港線（成田スカイアクセス線）・東成田線
  - 北総鉄道：北総線
  - 芝山鉄道：芝山鉄道線

泉岳寺経由
- 京浜急行電鉄：本線・空港線・逗子線・久里浜線

乗り入れ先を含めた運用距離の累計は225.0 kmで、これは有楽町線・副都心線系統の有料列車・臨時列車を含めた運用距離187.7 kmを上回り、東京の地下鉄では最長である。
京成電鉄へは、かつては金町線京成金町駅、千葉線千葉中央駅、千原線ちはら台駅に向かう列車もあった。
現行ダイヤでは成田空港駅 （京成本線経由）- 三崎口駅 （京急久里浜線）間を結ぶ列車が当線を経由する最長距離の列車 (141.8 km) であり、東京の地下鉄としては副都心線の海老名駅（相鉄本線） - 小川町駅（東武東上線）間 (116.4 km) 、有料列車では土曜・休日運転の副都心線経由の「S-TRAIN」西武秩父駅（西武秩父線） - 元町・中華街駅（横浜高速鉄道みなとみらい線）間 (113.8 km) をしのぐ最も長い直通距離である。なお該当列車は京急の車両で運転される。
泉岳寺から南方向は京急線直通旅客の便を図り、品川・羽田空港・横浜方面への列車を多く運転している。支線的位置付けの西馬込駅 - 泉岳寺駅間については区間運転列車も多く設定されており、日中はこの区間の列車の半数にも及ぶ。それとは逆に押上駅 - 西馬込駅間の線内運転のみを行う列車は平日朝の南行3本と北行2本のみとなっている。

### 列車種別
列車種別が案内上多数存在するのが大きな特徴である。
普通のほか、急行（南行のみ）・快速（北行のみ）・通勤特急（北行のみ）・特急・アクセス特急（北行のみ）・快特（北行では「快速特急」）・エアポート快特が存在する（2023年10月現在）。運行される種別は多いが、浅草線内で通過駅を持つのはエアポート快特のみであり、その他の列車は浅草線内では各駅に停車する。
エアポート快特を除き、南行は押上駅で、北行は京急線の品川駅で表示を変更した上で乗り入れ先での種別を表示し、線内で終点になる列車と品川行きの列車は「普通」を表示する（放送などの案内では「各駅停車」を用いることもある）。エアポート快特は、南北両方向とも押上駅で乗り入れ先の種別に表示を変更するほか、南行の一部は泉岳寺駅で快特もしくは急行に種別変更する。
2010年5月16日から2023年11月24日までは、京急線内で「エアポート急行」となる南行の列車は、浅草線内では「急行」として案内・運転され、泉岳寺駅で種別変更を行っていた。
浅草線と直通または接続し、泉岳寺駅から京急線内を「普通」で運行する京急線下り方面の列車は、平日に1本、土曜・休日に2本のみであり、京急線内急行通過駅のホーム有効長の関係上、浅草線直通列車は北品川駅・梅屋敷駅などには停車できないため、該当する列車はすべて品川駅発着である。なお、時刻表ではエアポート快特以外は「普通」扱いである。また、快特については京急が「快特」、京成は「快速特急」を正式名称としており、都営側では直通先に準じて案内している。

停車駅

#### エアポート快特
優等列車として、当路線の泉岳寺駅 - 押上駅間でエアポート快特が運行されている（別料金不要）。停車駅は駅一覧表を参照。
新設当時は羽田・成田の両空港を結ぶ列車との位置付けであったが、車両運用の都合上昼間時および朝ラッシュ前の南行と夕方ラッシュ終了後の北行のみが運行されていた。また、浅草線内でエアポート快特と同じ駅に停車し（ただし大門駅は通過）、青砥駅または京成高砂駅が始発・終着駅となる「エアポート特急」も運行されていたが、1999年7月31日の京急の白紙ダイヤ改正で「エアポート快特」に統合された。その後のダイヤ改正で日中の列車が京成佐倉駅発着となるなど、空港間連絡列車の意味合いは薄れていたが、2010年7月17日に成田スカイアクセス線が開業し、この日のダイヤ改正で京成佐倉駅発着のエアポート快特を同線経由（京成線内アクセス特急）の成田空港駅発着に変更したため、再び空港間連絡列車として運行されるようになった。
押上駅で緩急接続、泉岳寺駅で西馬込方面の列車との接続を行うほかは、途中駅での追い抜きはなく、現行では各駅を55 km/hで通過している。

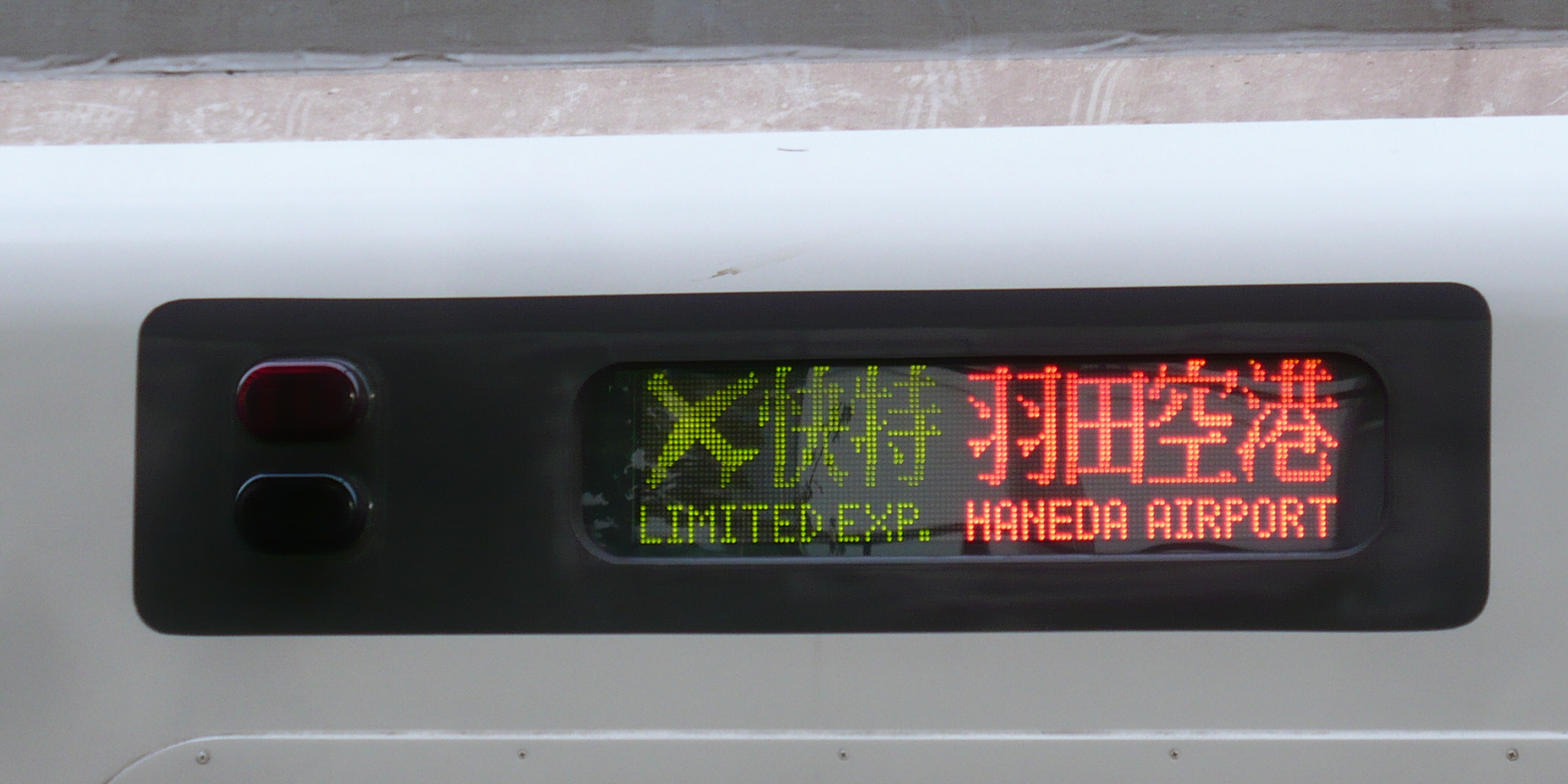
2012年10月20日までの5300形の側面エアポート快特表示
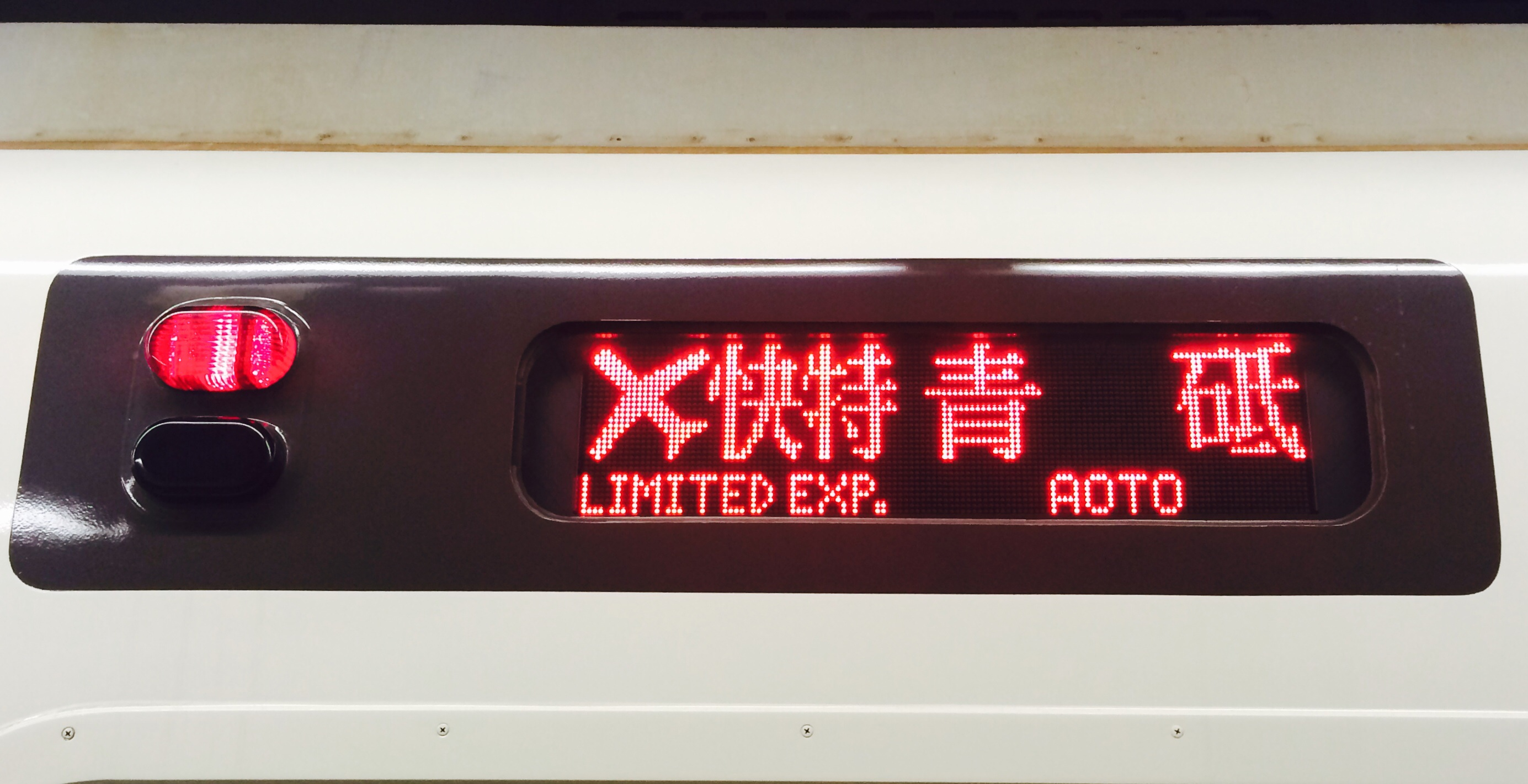
2012年10月21日からの5300形の側面エアポート快特表示

### ダイヤ
乗り入れ先である京急本線・北総線が20分サイクル、京成本線・押上線が40分サイクルのパターンダイヤであるため、浅草線でも40分サイクルのパターンダイヤが組まれている。泉岳寺駅 - 押上駅間は運転密度が高く、平均5分間隔で運転される。エアポート快特は泉岳寺駅（一部を除く）および押上駅で先着列車の待避を受ける。エアポート快特を除き案内上の種別（乗り入れ先の種別）を表記する。種別が変わる場合の切り替えは泉岳寺駅または押上駅で行われる。
| \| 種別・系統＼駅名 \| 種別・系統＼駅名 \| 種別・系統＼駅名 \| 京急線方面 （京急線種別） \| 西馬込 \| … \| 泉岳寺 \| … \| 押上 \| 押上 \| … \| 青砥 \| 京成高砂 \| 京成線・北総線方面 （京成線・北総線種別） \| 本数 \| 使用車両 \| 備考 \| \| ---------------- \| ---------------- \| ---------------- \| ---------------------------- \| ------ \| ---- \| -------------- \| -------------- \| -------------- \| ------------ \| ------------ \| ------------ \| ------------ \| --------------------------------------------------- \| ---- \| ----------------------------------------------- \| ----------------------------------------------------------------------------------------------- \| \| 運行区間 \| エアポート快特 \| A \| ←羽田空港 （エアポート快特） \| \| \| エアポート快特 \| エアポート快特 \| エアポート快特 \| アクセス特急 \| アクセス特急 \| アクセス特急 \| アクセス特急 \| 成田スカイアクセス線経由 成田空港→ （アクセス特急） \| 1本 \| 京成車・都営車・京急車 （スカイアクセス線対応） \| - 押上にて横浜方面特急(E)に接続 \| \| 運行区間 \| 羽田空港方面 \| B \| ←羽田空港 （快特） \| \| \| 普通 \| 普通 \| 普通 \| 普通 \| 普通 \| 普通 \| \| \| 1本 \| 北総車・京成車・都営車・京急車 \| \| \| 運行区間 \| 羽田空港方面 \| C \| ←羽田空港 （特急） \| \| \| 普通 \| 普通 \| 普通 \| 普通 \| 普通 \| 普通 \| 普通 \| 印旛日本医大→ （普通） \| 2本 \| 北総車・京成車・都営車・京急車 \| \| \| 運行区間 \| 横浜方面特急 \| D \| ←三崎口 （特急） \| \| \| 普通 \| 普通 \| 普通 \| 特急 \| 特急 \| 特急 \| 特急 \| \| 1本 \| 都営車・京急車 \| - Eと併せて押上以南20分間隔 - 泉岳寺にて西馬込区間便(G)に接続 \| \| 運行区間 \| 横浜方面特急 \| E \| ←三崎口 （特急） \| \| \| 普通 \| 普通 \| 普通 \| 普通 \| 普通 \| 普通 \| \| \| 1本 \| 京急車 \| - Dと併せて押上以南20分間隔 - 押上にてエアポート快特(A)を待避 - 泉岳寺にて西馬込区間便(G)に接続 \| \| 運行区間 \| 京成本線快速 \| F \| \| 普通 \| 普通 \| 普通 \| 普通 \| 普通 \| 快速 \| 快速 \| 快速 \| 快速 \| 京成本線経由 成田空港→ （快速） \| 2本 \| 京成車・都営車・京急車 \| - Gと併せて泉岳寺以南10分間隔 - 泉岳寺にて同駅始発・終着の横浜方面快特に接続 \| \| 運行区間 \| 西馬込区間便 \| G \| \| 普通 \| 普通 \| 普通 \| \| \| \| \| \| \| \| 2本 \| 京成車・都営車・京急車 \| - Fと併せて泉岳寺以南10分間隔 - 泉岳寺にて横浜方面特急(D,E)に接続 \| |                  |                  |                              |        |      |                |                |                |              |              |              |              |                                                     |      |                                                 |                                                                                                 |
| 注意：京成や京急に直通する普通は浅草線内で直通先の種別を表示する。 |                  |                  |                              |        |      |                |                |                |              |              |              |              |                                                     |      |                                                 |                                                                                                 |
| 種別・系統＼駅名 | 種別・系統＼駅名 | 種別・系統＼駅名 | 京急線方面 （京急線種別）    | 西馬込 | …    | 泉岳寺         | …              | 押上           | 押上         | …            | 青砥         | 京成高砂     | 京成線・北総線方面 （京成線・北総線種別）           | 本数 | 使用車両                                        | 備考                                                                                            |
| 運行区間 | エアポート快特   | A                | ←羽田空港 （エアポート快特） |        |      | エアポート快特 | エアポート快特 | エアポート快特 | アクセス特急 | アクセス特急 | アクセス特急 | アクセス特急 | 成田スカイアクセス線経由 成田空港→ （アクセス特急） | 1本  | 京成車・都営車・京急車 （スカイアクセス線対応） | - 押上にて横浜方面特急(E)に接続                                                                 |
| 運行区間 | 羽田空港方面     | B                | ←羽田空港 （快特）           |        |      | 普通           | 普通           | 普通           | 普通         | 普通         | 普通         |              |                                                     | 1本  | 北総車・京成車・都営車・京急車                  |                                                                                                 |
| 運行区間 | 羽田空港方面     | C                | ←羽田空港 （特急）           |        |      | 普通           | 普通           | 普通           | 普通         | 普通         | 普通         | 普通         | 印旛日本医大→ （普通）                              | 2本  | 北総車・京成車・都営車・京急車                  |                                                                                                 |
| 運行区間 | 横浜方面特急     | D                | ←三崎口 （特急）             |        |      | 普通           | 普通           | 普通           | 特急         | 特急         | 特急         | 特急         |                                                     | 1本  | 都営車・京急車                                  | - Eと併せて押上以南20分間隔 - 泉岳寺にて西馬込区間便(G)に接続                                   |
| 運行区間 | 横浜方面特急     | E                | ←三崎口 （特急）             |        |      | 普通           | 普通           | 普通           | 普通         | 普通         | 普通         |              |                                                     | 1本  | 京急車                                          | - Dと併せて押上以南20分間隔 - 押上にてエアポート快特(A)を待避 - 泉岳寺にて西馬込区間便(G)に接続 |
| 運行区間 | 京成本線快速     | F                |                              | 普通   | 普通 | 普通           | 普通           | 普通           | 快速         | 快速         | 快速         | 快速         | 京成本線経由 成田空港→ （快速）                     | 2本  | 京成車・都営車・京急車                          | - Gと併せて泉岳寺以南10分間隔 - 泉岳寺にて同駅始発・終着の横浜方面快特に接続                    |
| 運行区間 | 西馬込区間便     | G                |                              | 普通   | 普通 | 普通           |                |                |              |              |              |              |                                                     | 2本  | 京成車・都営車・京急車                          | - Fと併せて泉岳寺以南10分間隔 - 泉岳寺にて横浜方面特急(D,E)に接続                               |

日中時の全体では、1時間に西馬込駅 - 泉岳寺駅間が6本（10分間隔）、泉岳寺駅 - 押上駅間が12本（概ね5分間隔だが、40分に1本がエアポート快特となるため通過駅では10分開く箇所がある）の運転となる。日中は泉岳寺駅で接続が図られ、西馬込駅発着の列車と京急線内発着の列車との乗り換えがしやすくなっている。
箱根駅伝開催日は京急蒲田駅付近にある第一京浜の踏切を選手が通過するため、毎年1月3日には臨時ダイヤが組まれ、一部の羽田空港行きが京急川崎行きに変更されていた。2012年10月21日に高架化工事が完成したため、2013年開催分からは臨時ダイヤそのものが廃止された。

## 車両
4事業者と相互直通運転を行っているため、2023年時点で最大13形式の車両が運行されている。京急2100形は浅草線へは通常は入らないが、泉岳寺駅までは入線できるため、泉岳寺駅に限り2023年時点で最大14形式の車両を見ることができる。乗り入れ先の芝山鉄道の車両は現行在籍車が4両編成1本のみのため、浅草線へは入らない。
乗り入れ各社を含め形式は全て「形」と呼ぶ。
どの列車がどの車両で運用されるかは列車番号の末尾アルファベットで区別されており、「T」が都交通局車両（5000番台）、「K」が京成車両（3000番台）、「N」が北総車両（7000番台）および千葉ニュータウン鉄道車両（9000番台）、「H」が京急車両（600・1000・2000番台）となっている。列車番号については『MY LINE 東京時刻表』（交通新聞社）にも掲載されている。また、乗り入れ先の車両がそれぞれの自社線に直通しない運用（京成車・京急車による西馬込 - 泉岳寺間の区間運転、北総車による泉岳寺・青砥・京成高砂行き）もある。
2014年11月8日のダイヤ改正で6両編成での運行が廃止され、全列車が8両編成となった。改正前の時点で、6両編成の設定は平日朝の西馬込 - 京成高砂間1往復のみ（京成電鉄の車両による運行）であった。

### 東京都交通局の車両
京成線（押上線・本線・成田スカイアクセス線）と京急線（本線の堀ノ内 - 浦賀と大師線を除く）、北総鉄道北総線に直通している。京急線の横浜方面の運用としては、平日は朝・夕夜を中心に運行し、日中も一部に三崎口駅発着や逗子・葉山駅発着が存在するほか、土休日は午前中に三崎口駅発着が存在する以外にも、終日羽田空港第1・第2ターミナル - 逗子・葉山間の京急線内のみを往復する運用も存在する。

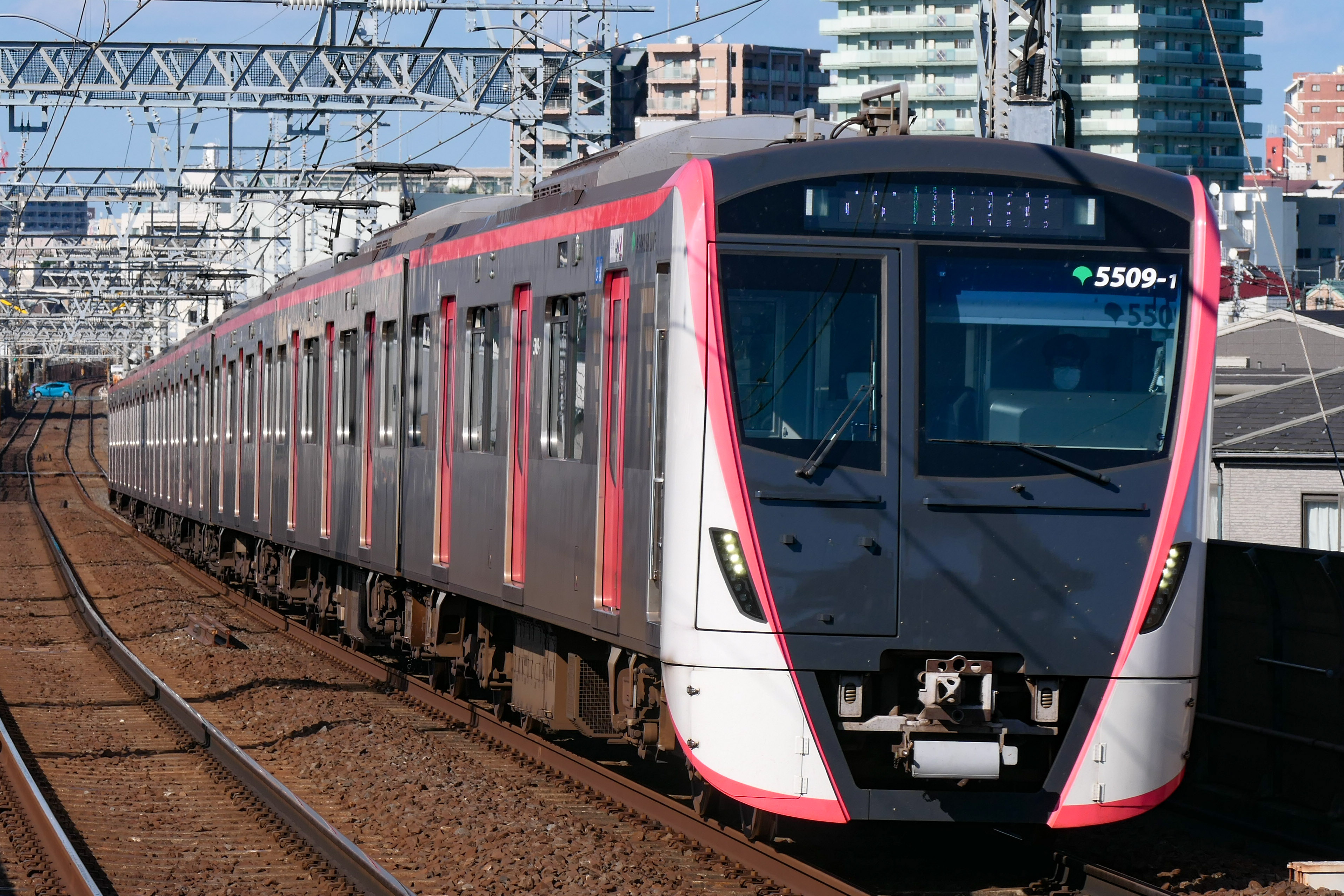
5500形（2018年 - ）
5300形の置き換えのため2017年度から導入され、2018年6月30日に営業運転を開始した[広報 10][24]。
当初は2017年度1編成・2018年度7編成の投入予定であったが、三田線の新型車両導入計画（後の6500形）が遅れたことで、急遽その予算を5500形の新造に回し、後に2017年度19編成導入に前倒し変更されている[26][27]が、実際は2018年に8編成が導入された。
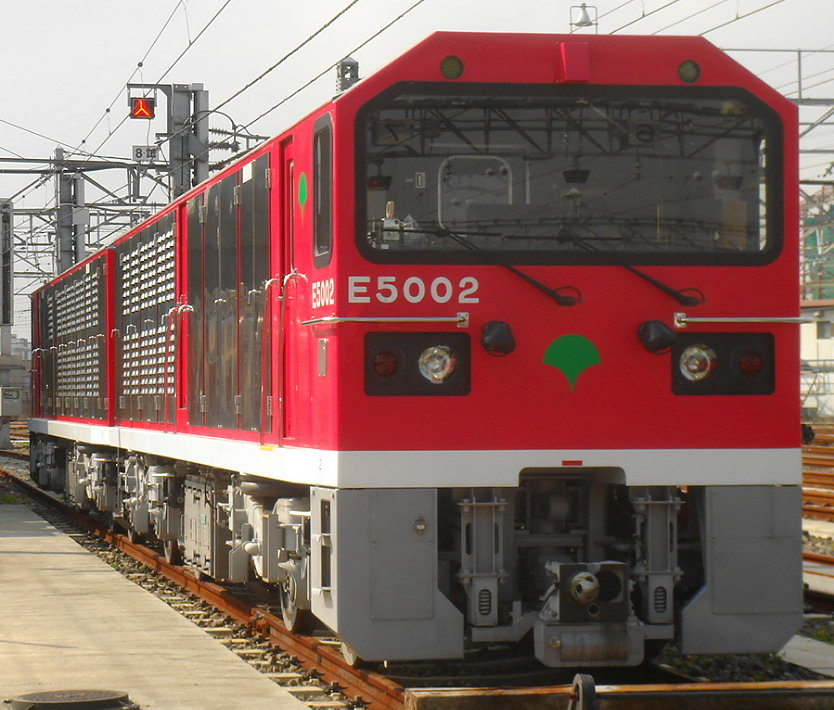
E5000形電気機関車
大江戸線車両の馬込車両検修場までの牽引回送用。
大江戸線の汐留駅構内から新橋駅と大門駅の間（正式には新橋駅構内扱い）まで、同線の車両を馬込車両検修場へ回送するための連絡線がある。ただし、リニアモーター式の同線の車両は連絡線および浅草線内を自走できないため、各線とも走行可能なE5000形電気機関車によって牽引される。この回送運転は深夜の終電後に実施される。

- 5500形
- E5000形電気機関車

#### 過去の車両
- 5000形（1960年 - 1995年）
- 5200形（1976年 - 2006年）
- 5300形（1991年 - 2023年）

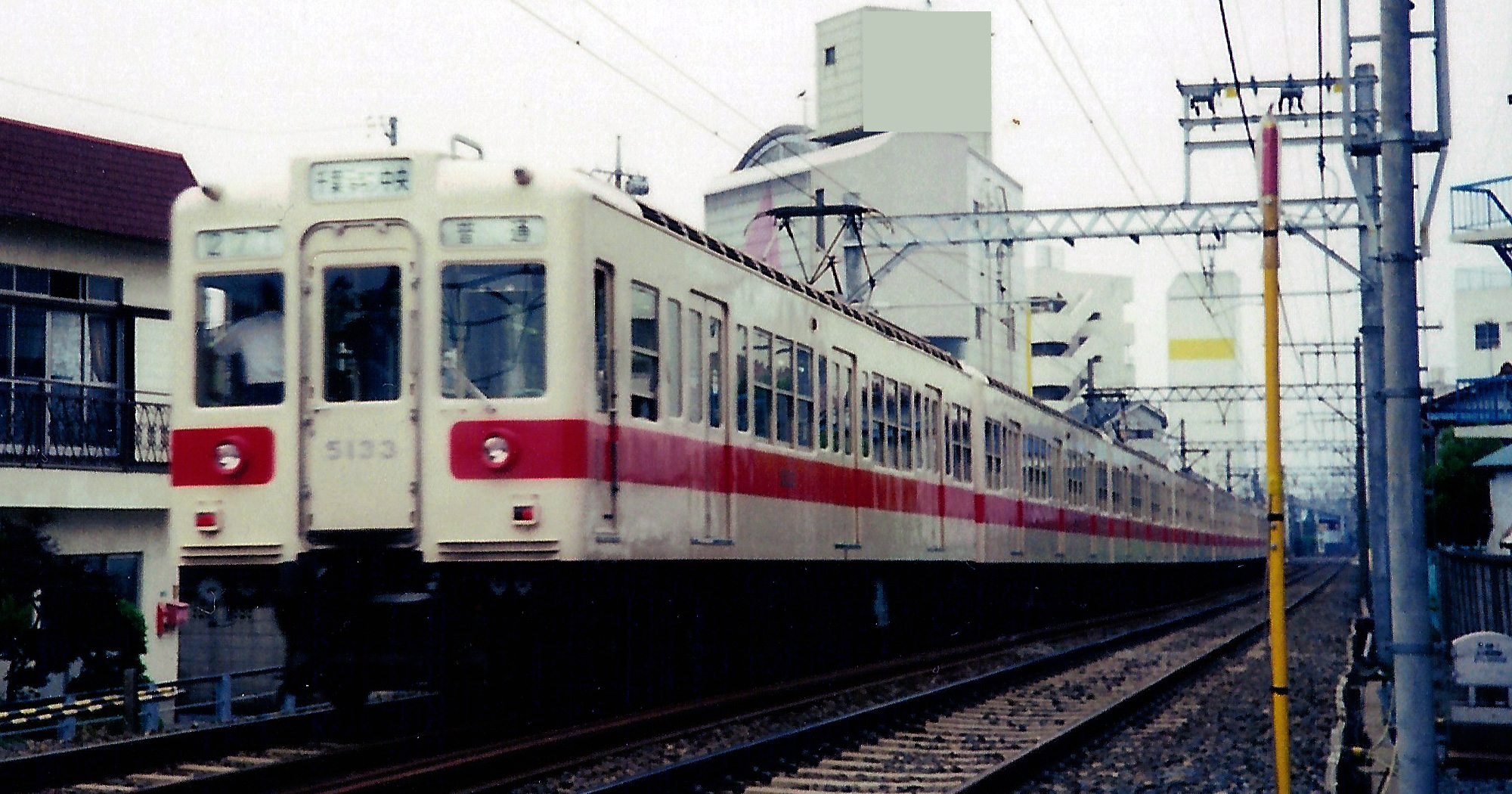
5000形
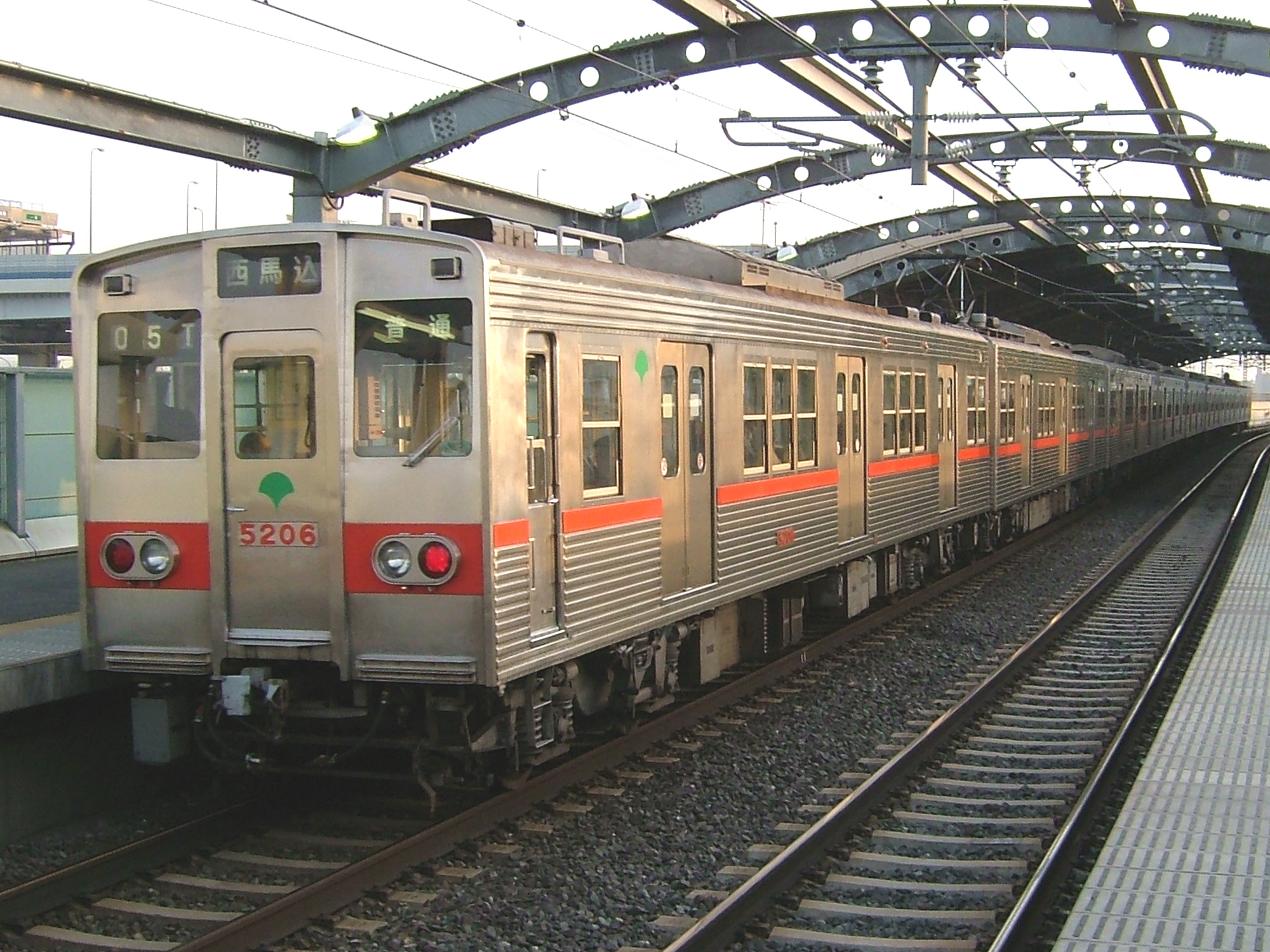
5200形
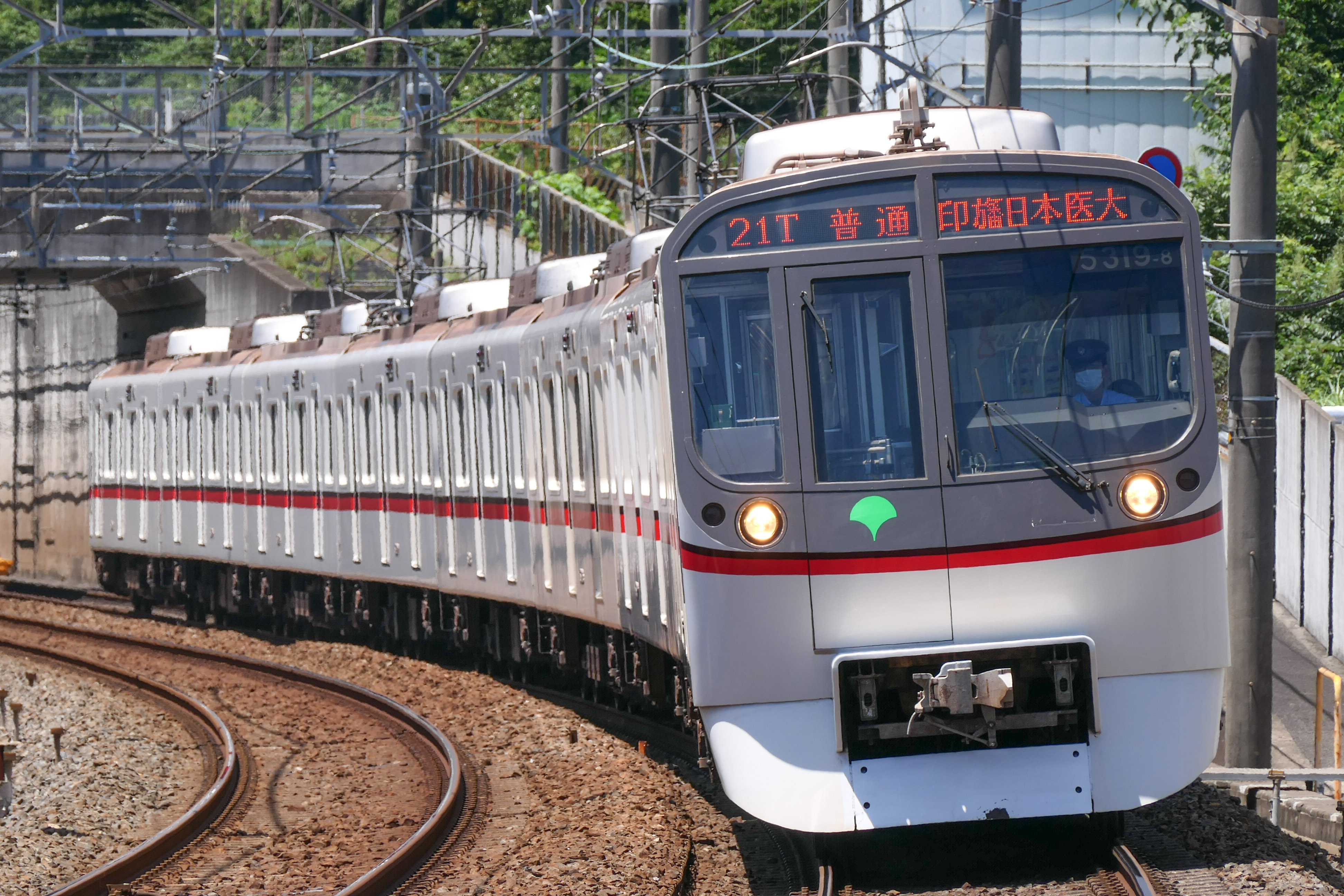
5300形

### 乗り入れ車両
全て8両編成。京急車が泉岳寺駅 - 西馬込駅間に直通する場合もある。
京浜急行電鉄

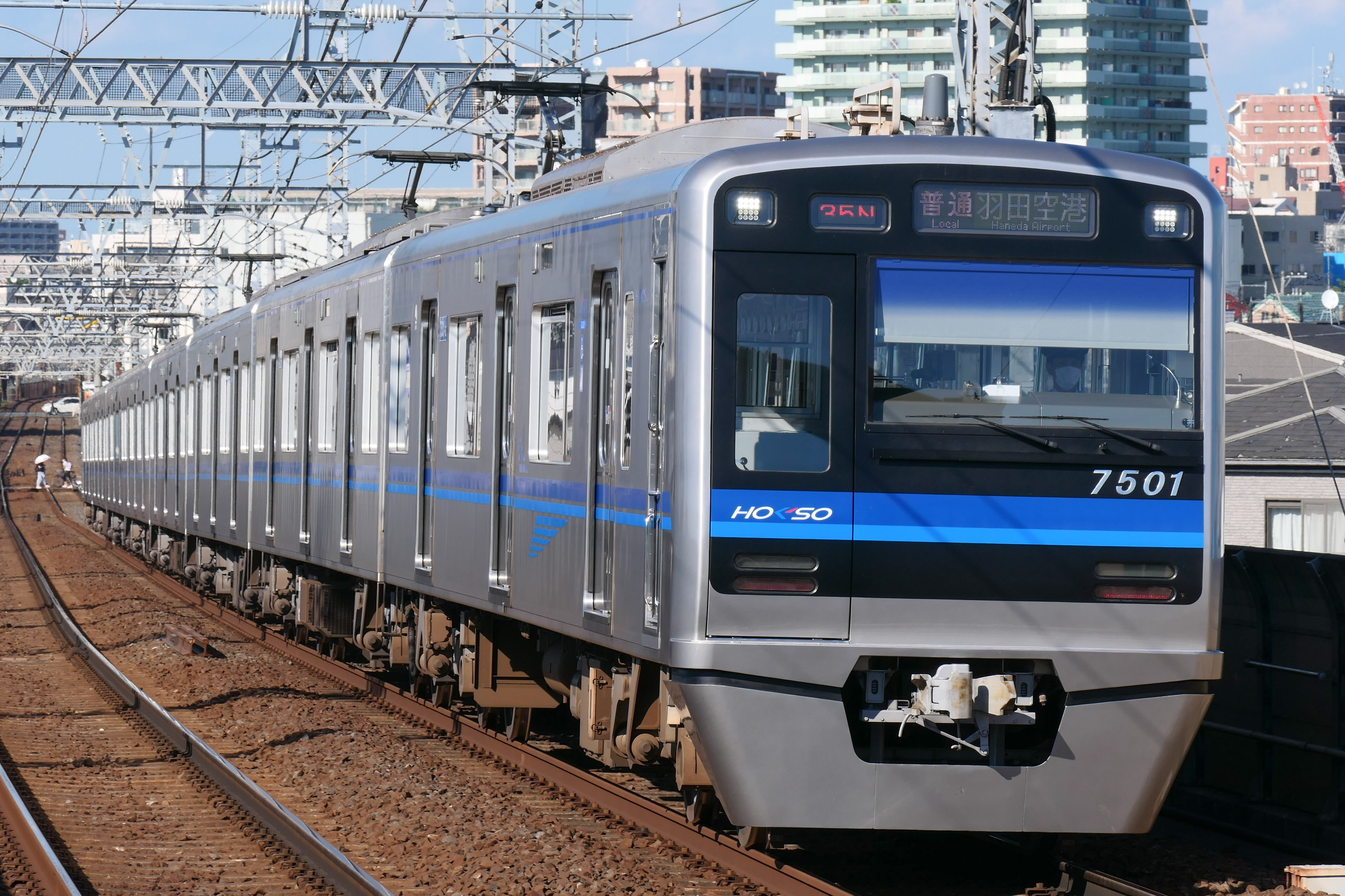
1000形（2代目、2002年 - ）
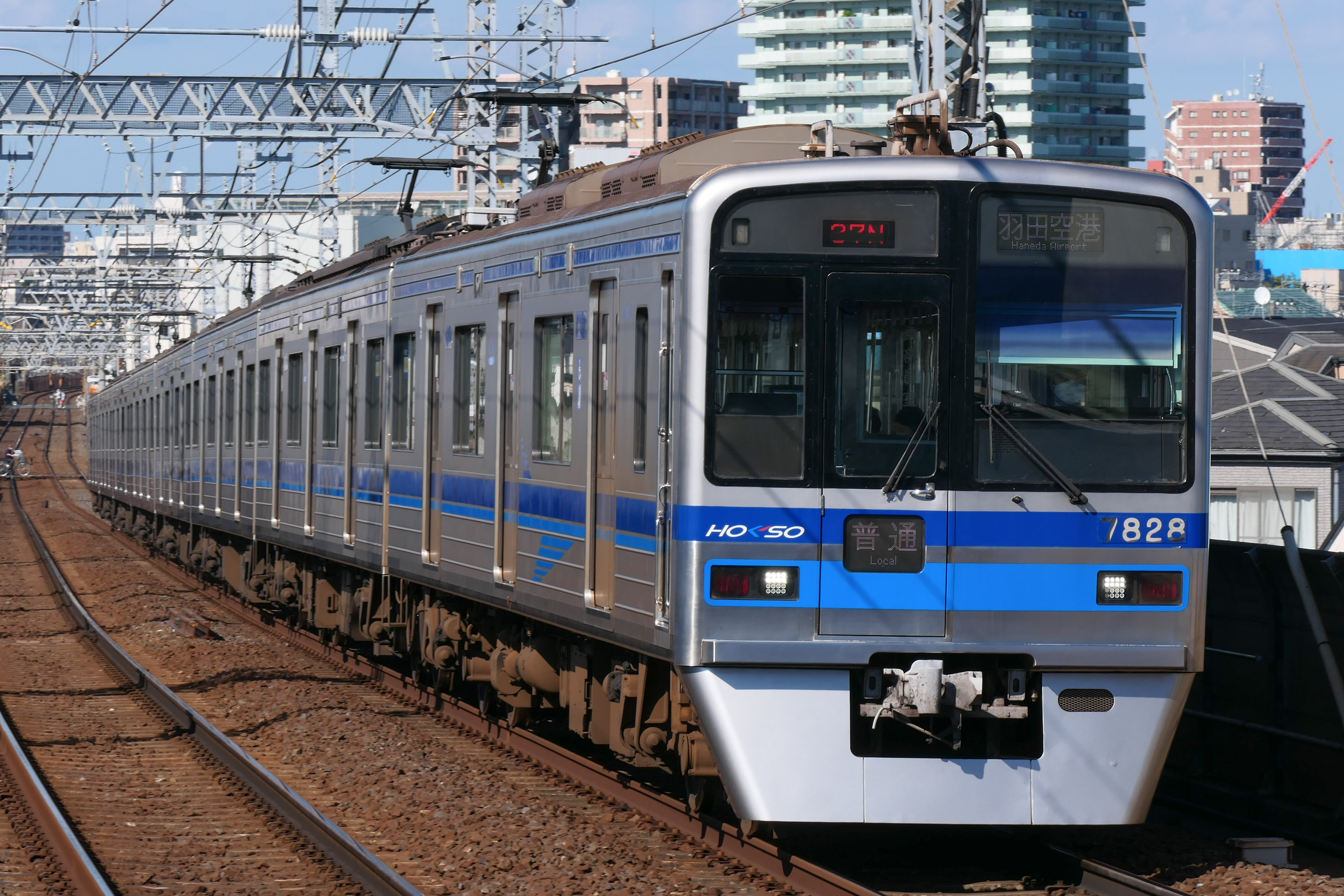
600形（3代目、1994年 - ）

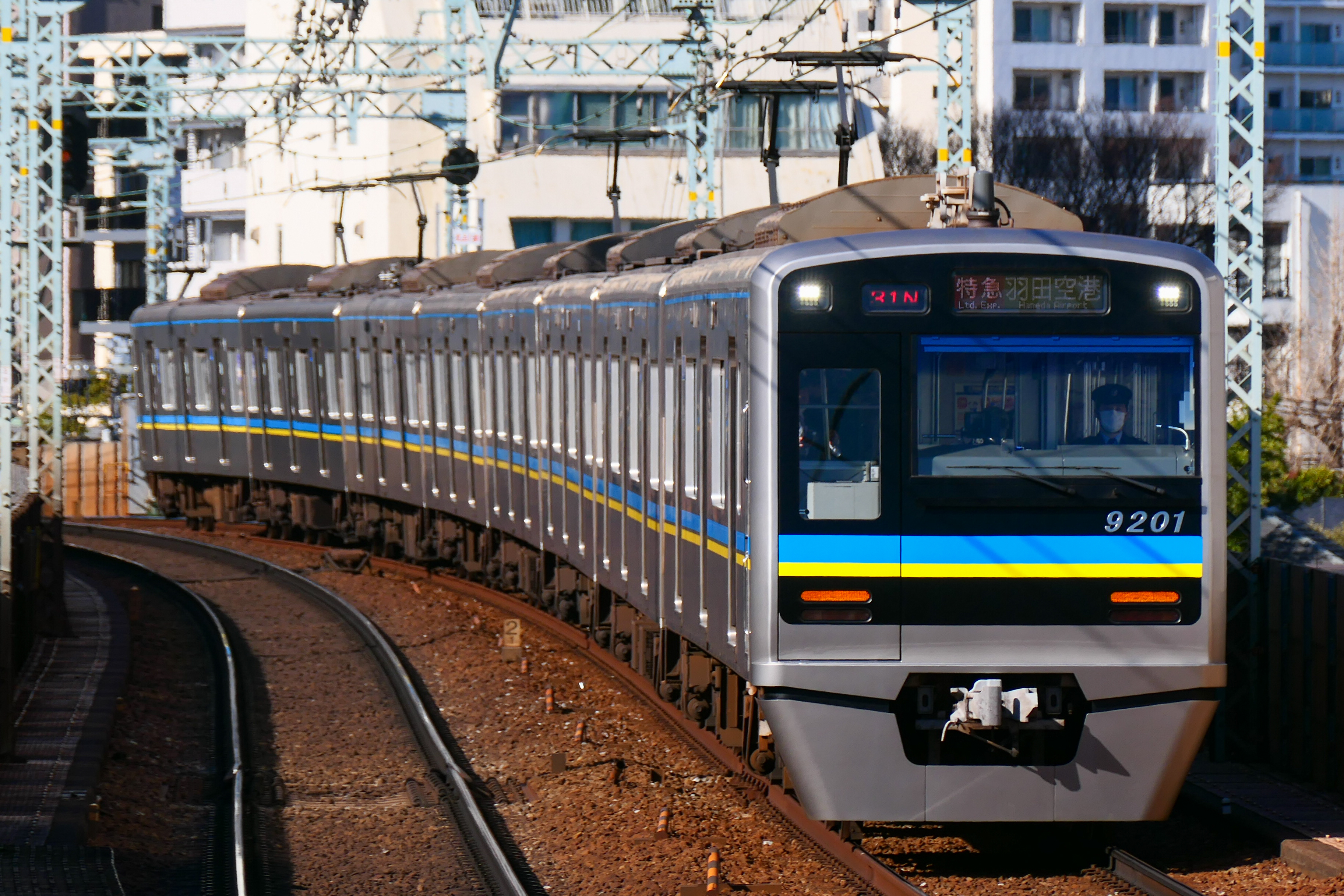
1500形1700番台（1989年 - ）
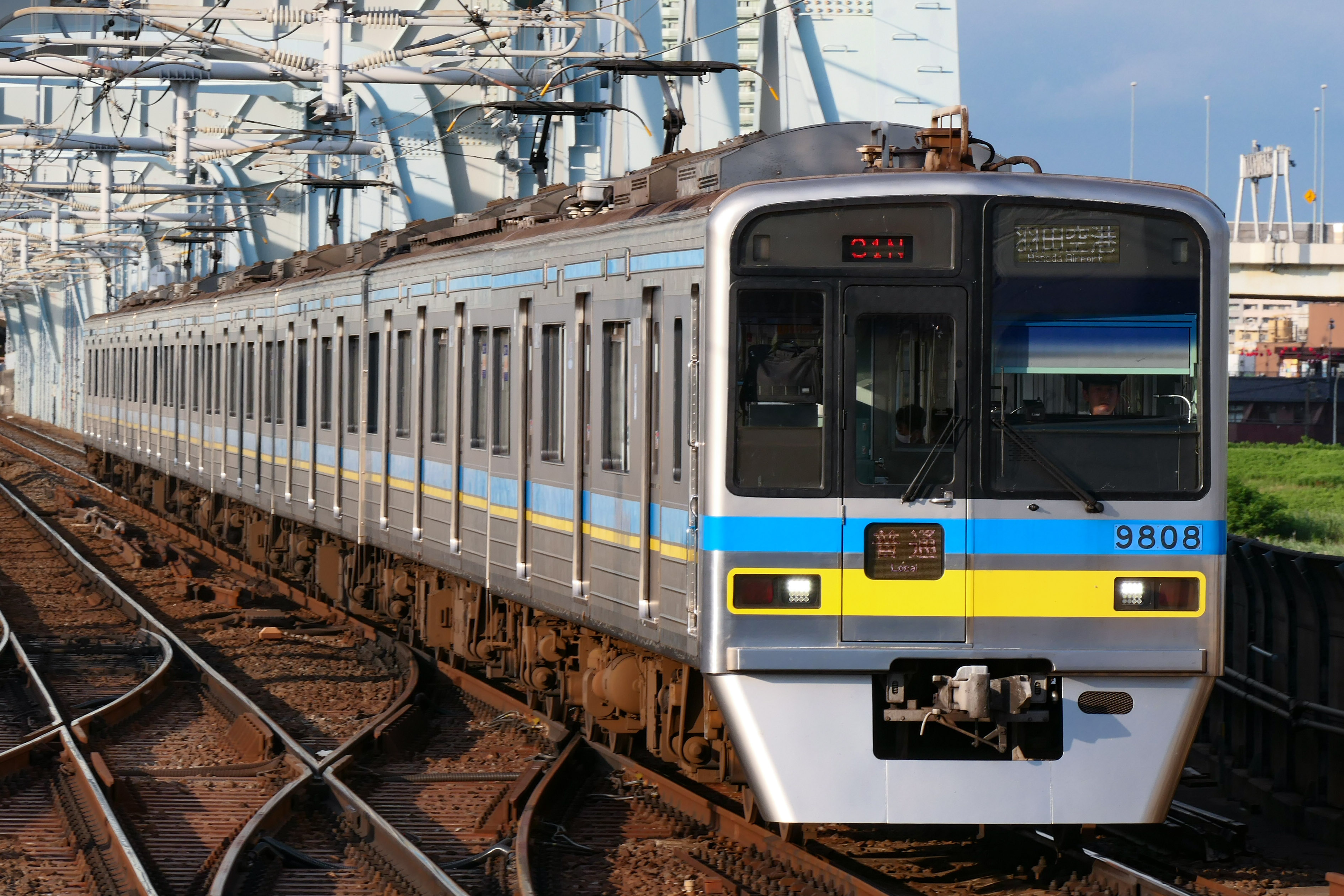
9800形
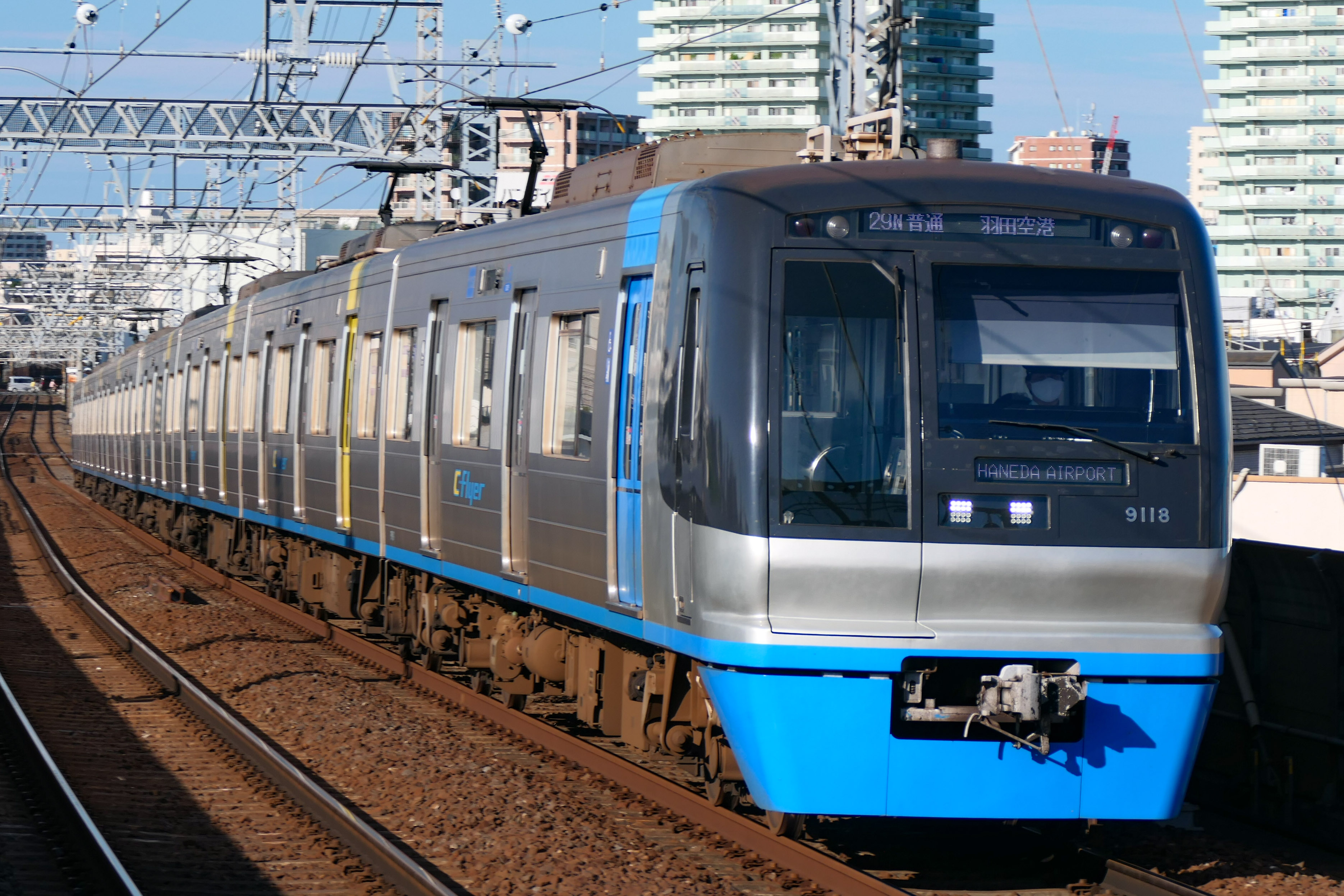
9100形

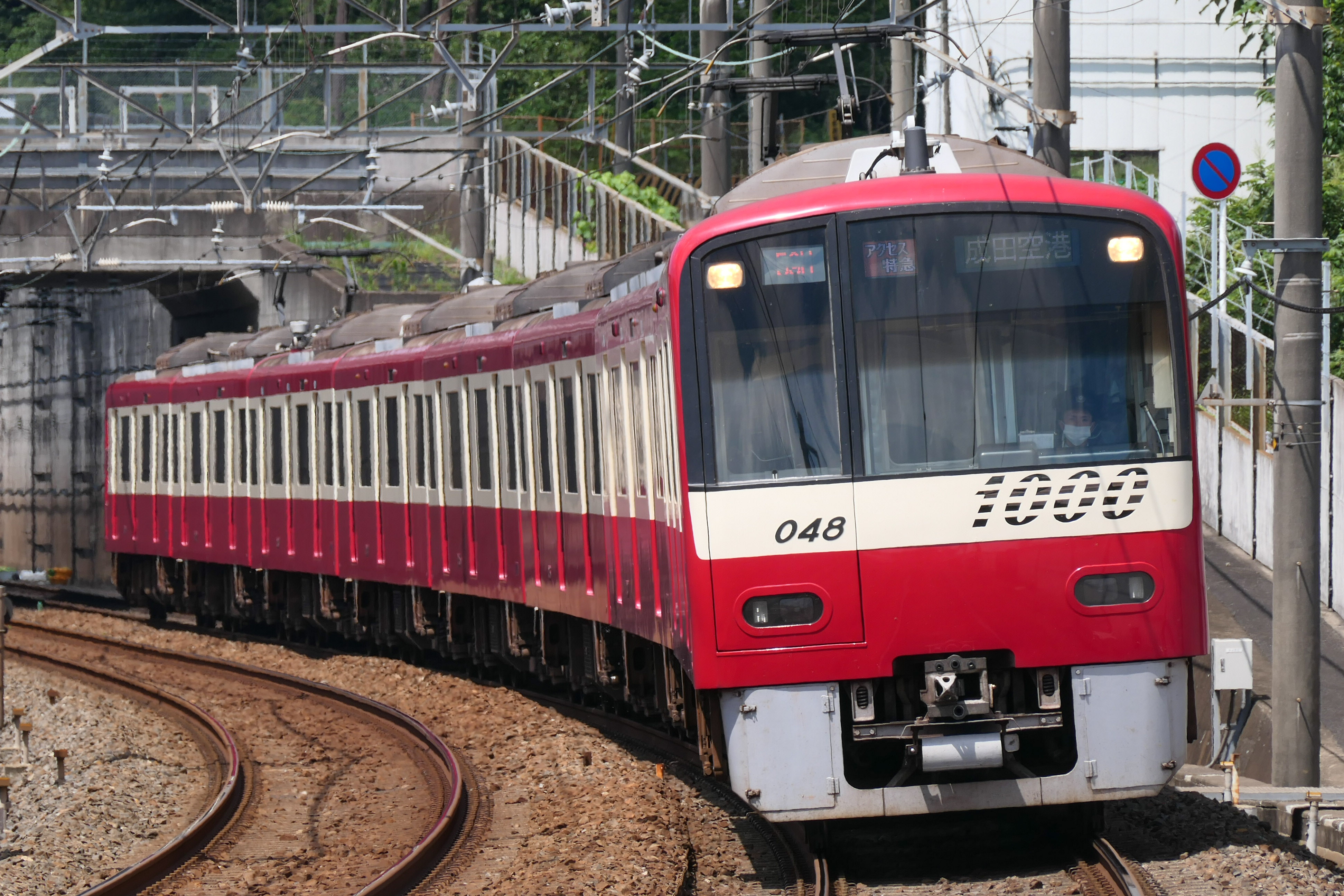
1000形（アルミ車）
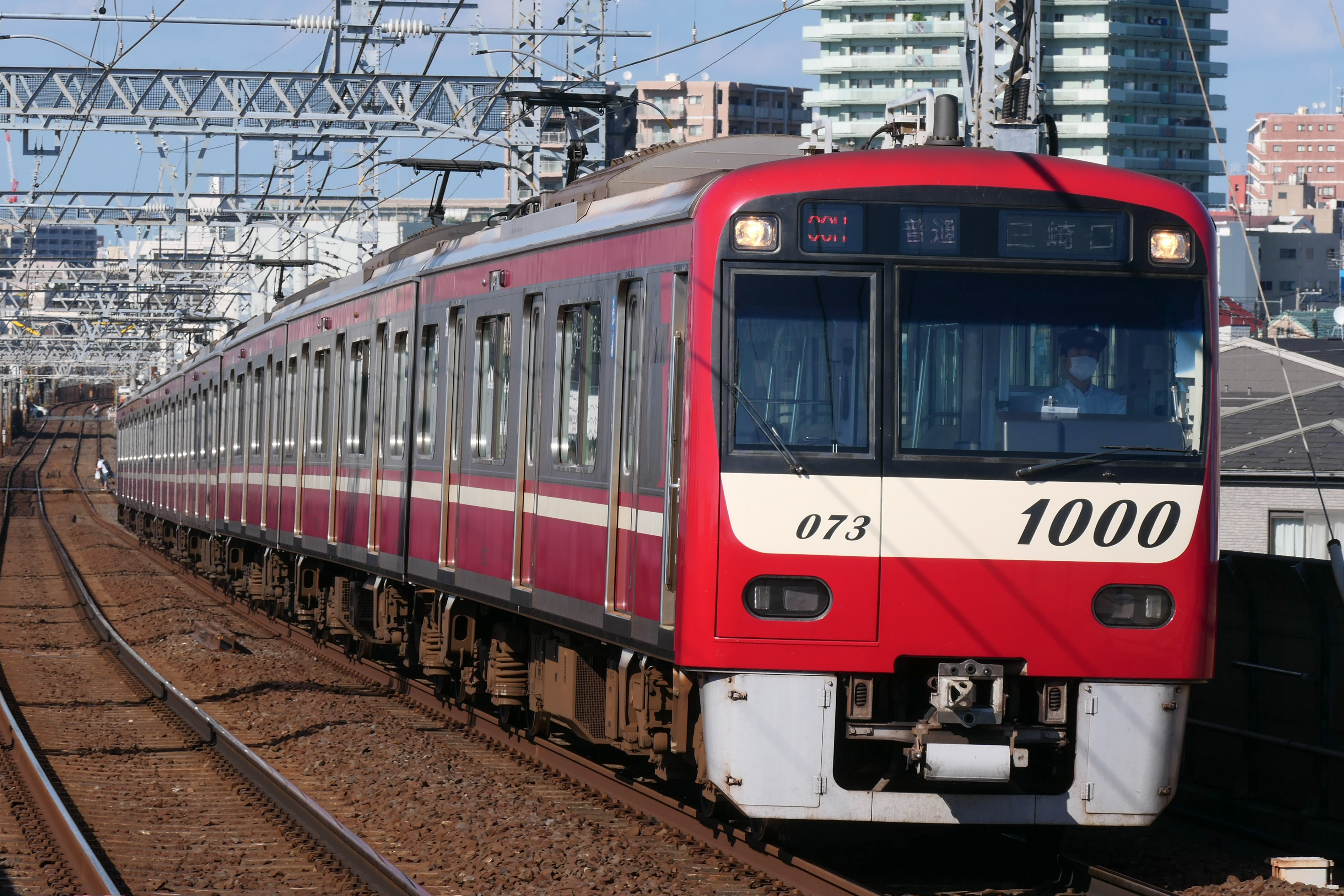
1000形（ステンレス車）
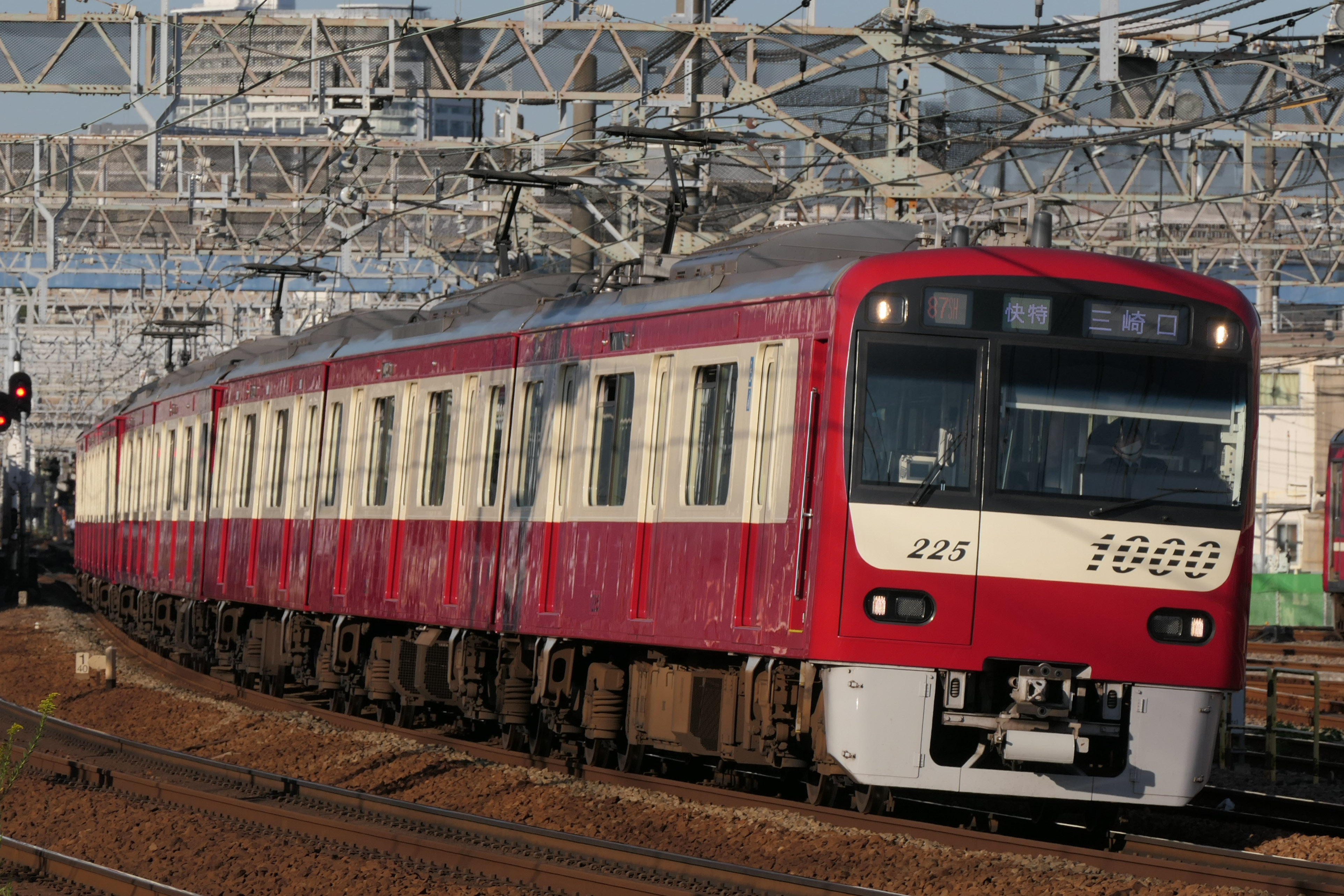
1000形（ステンレス・マイナーチェンジ車）
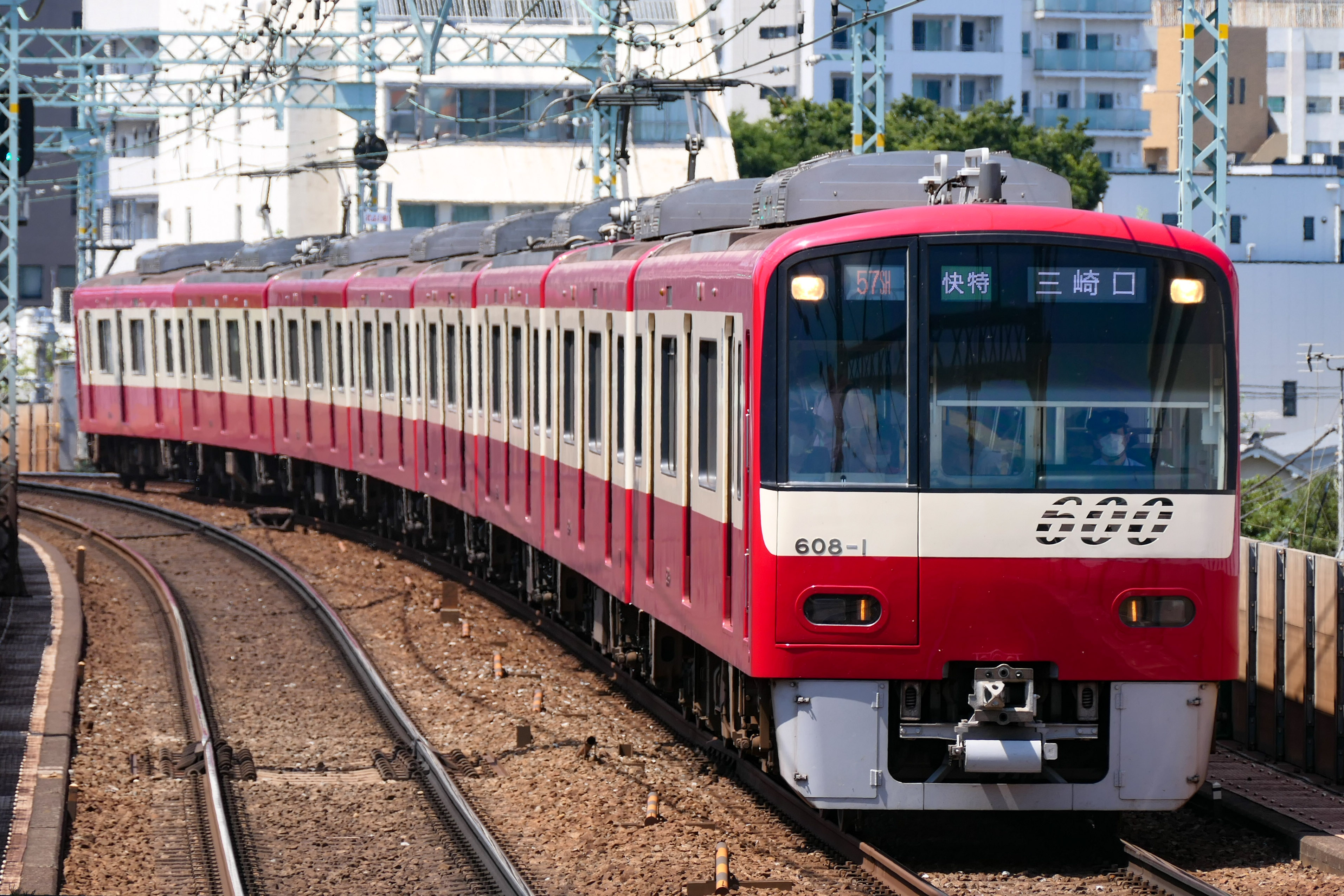
600形
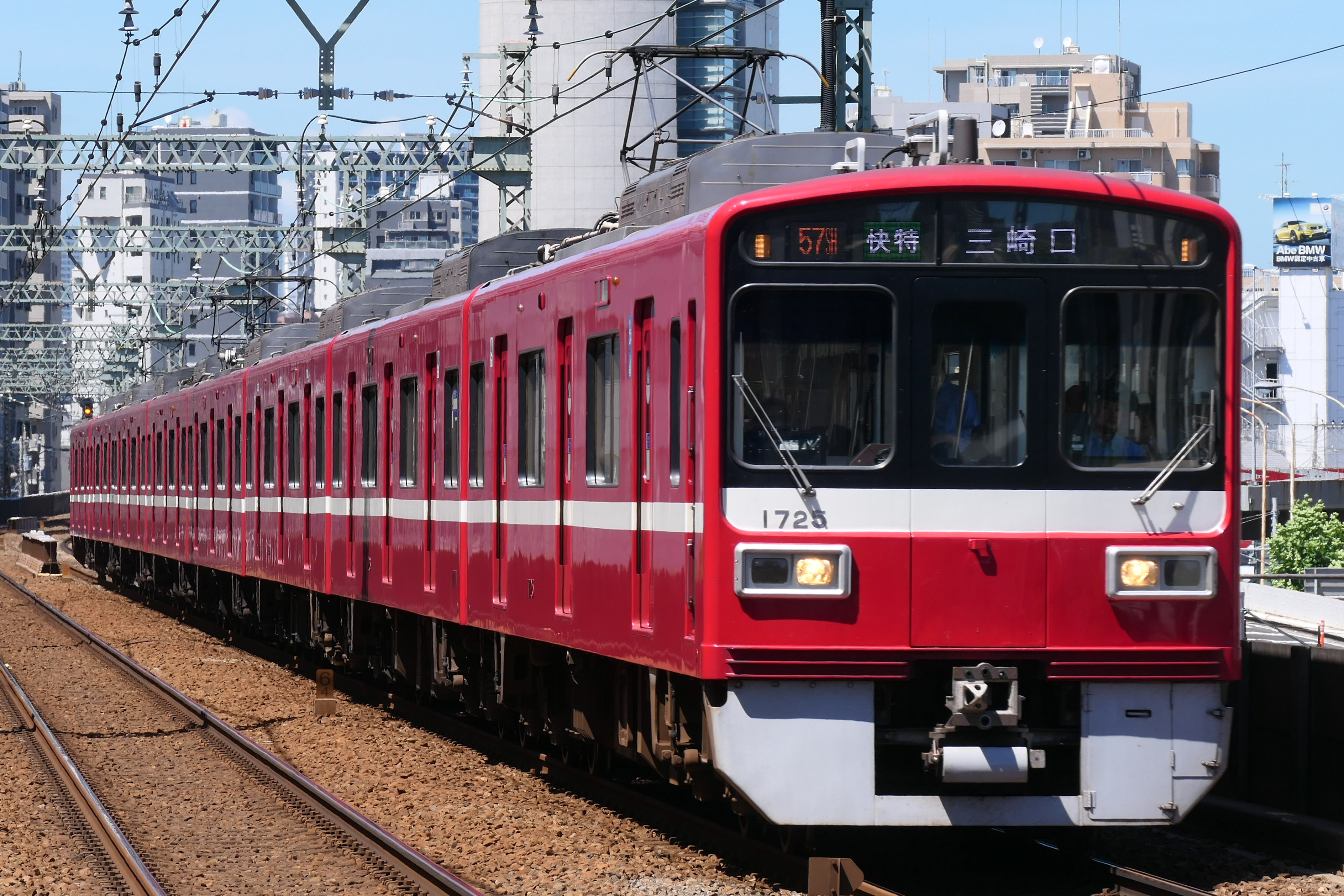
1500形1700番台

京成電鉄
- 3100形（2代目、2019年 - ）
- 3050形（3000形7次車、2010年 - ）
- 3000形（2代目、2003年 - ）
- 3700形（1991年 - ）
- 3400形（1993年 - ）

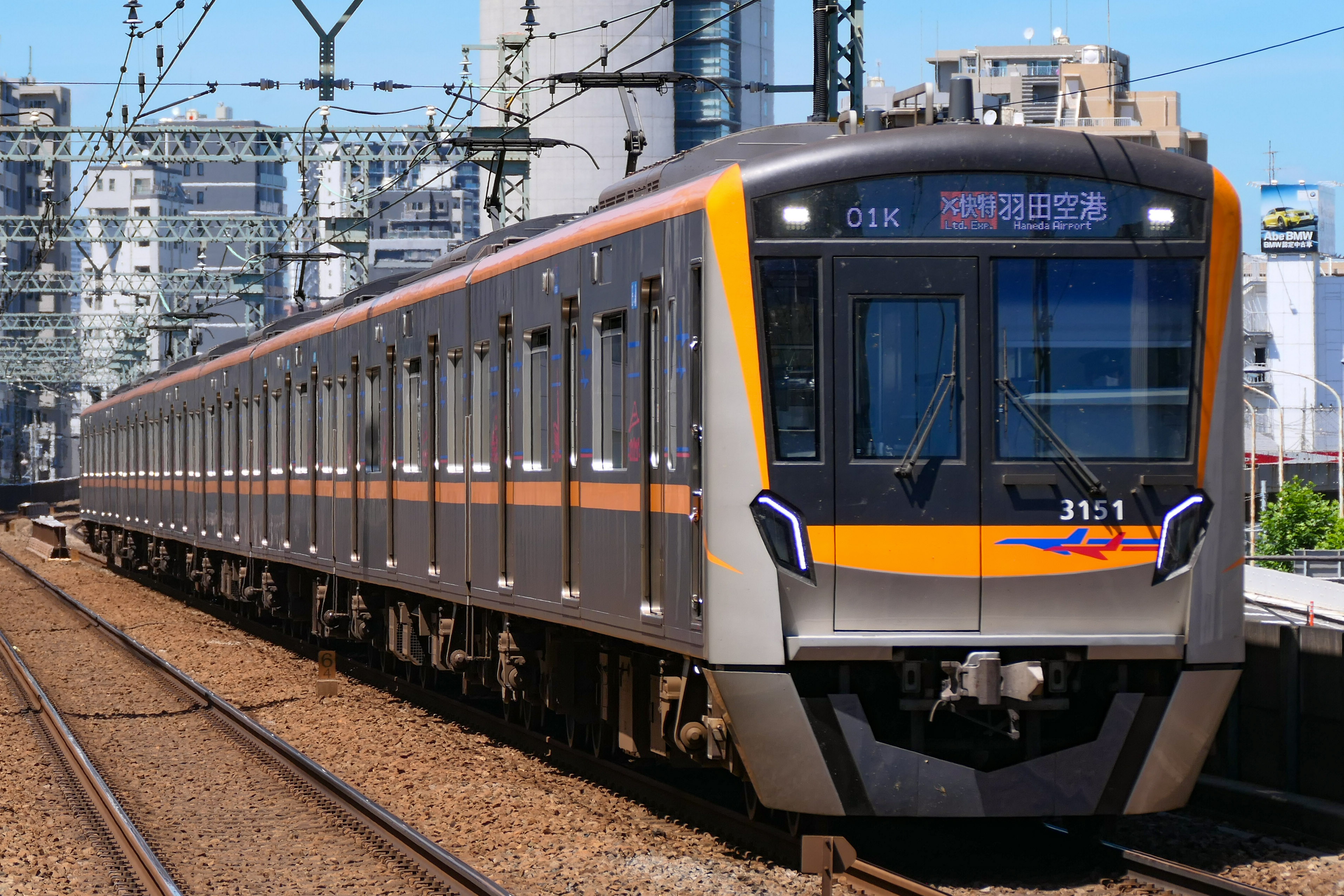
3100形
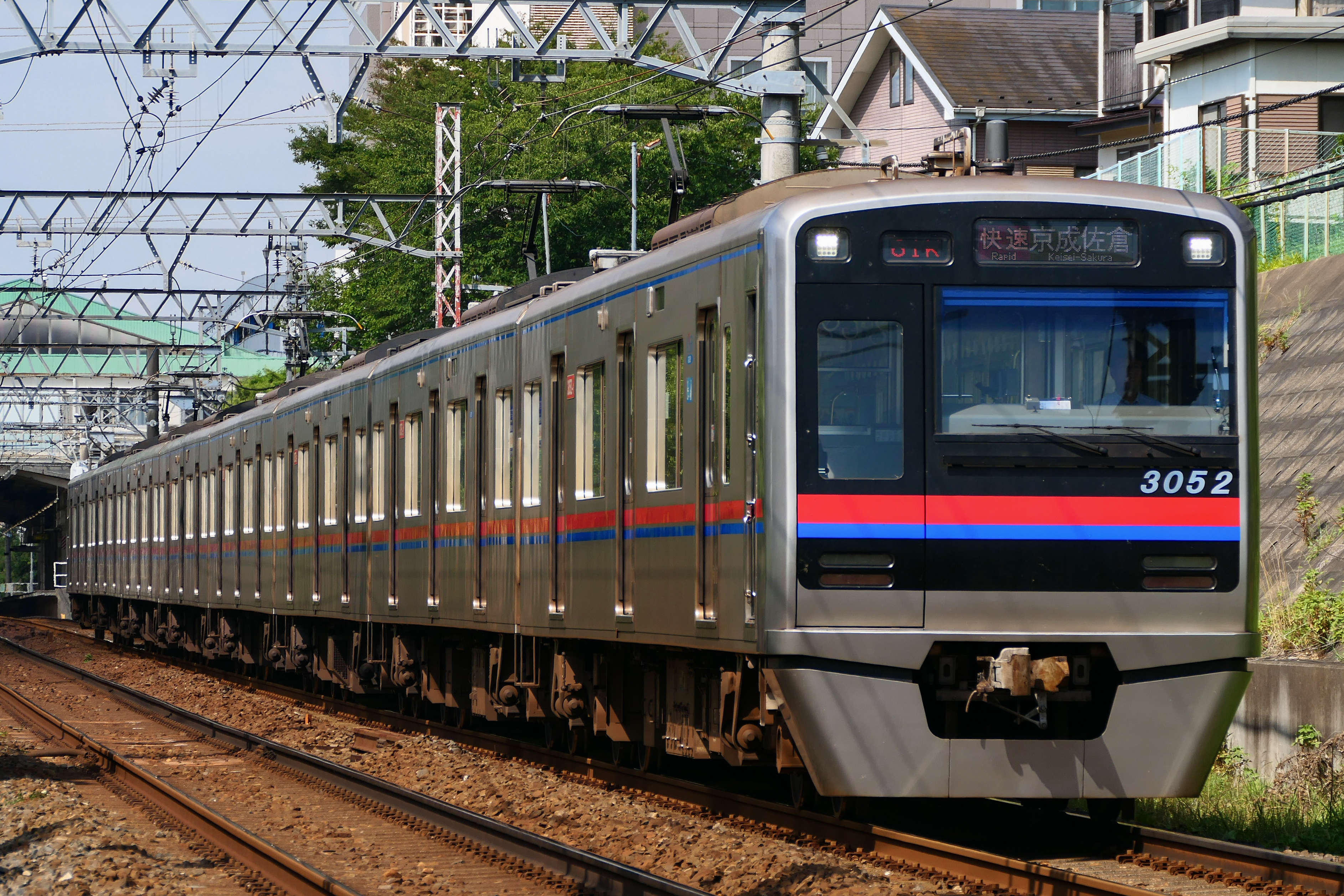
3050形
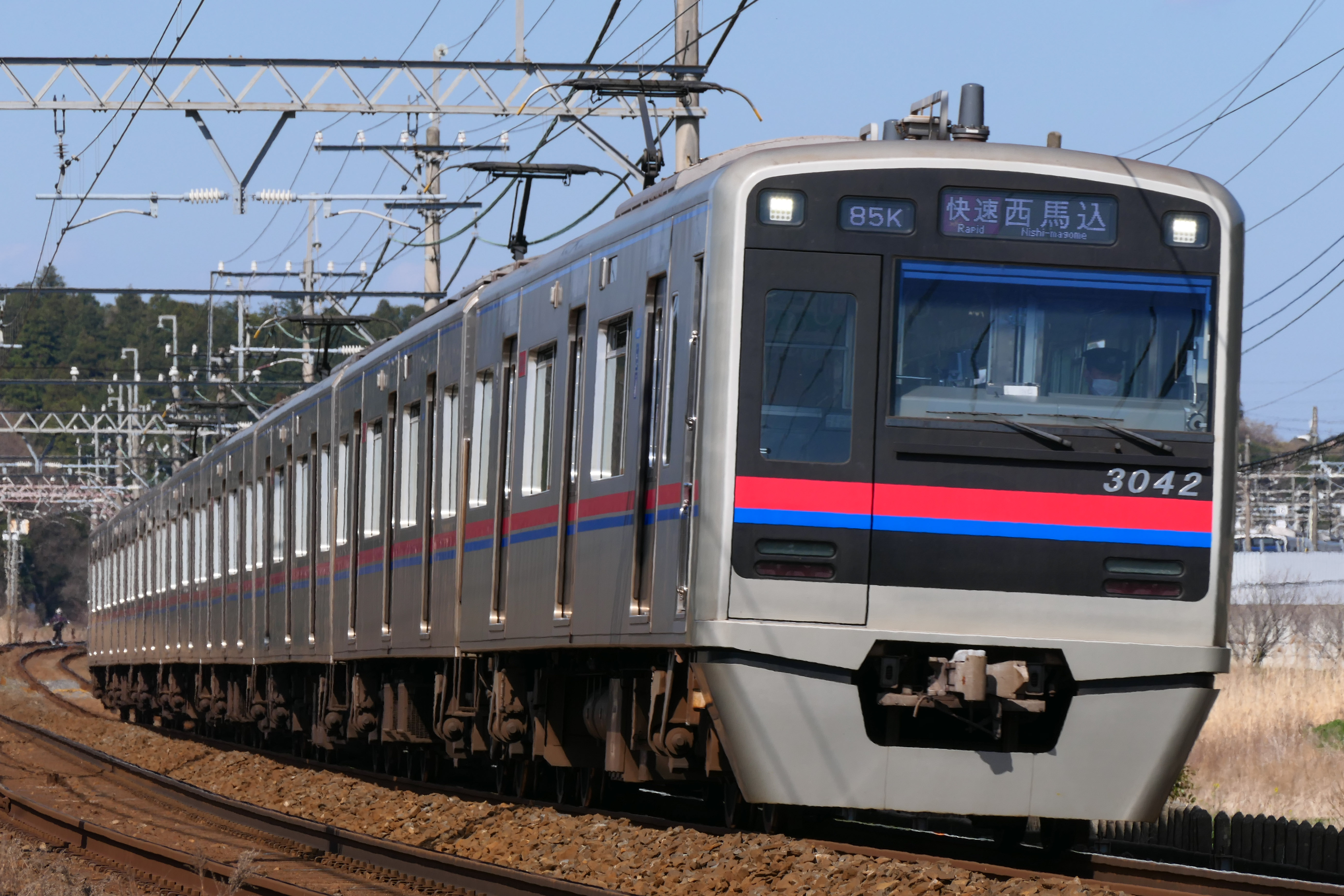
3000形
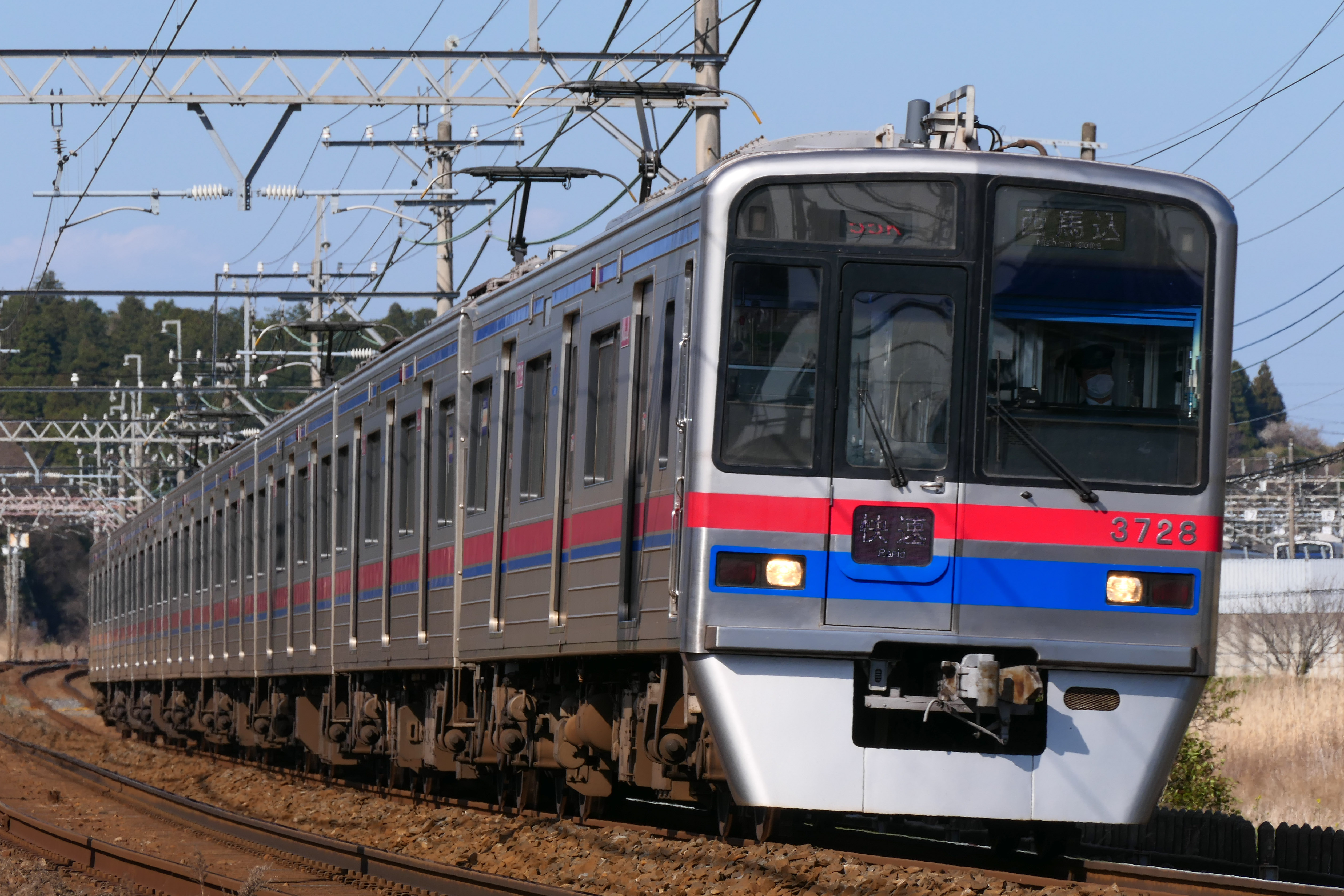
3700形（1・2次車）
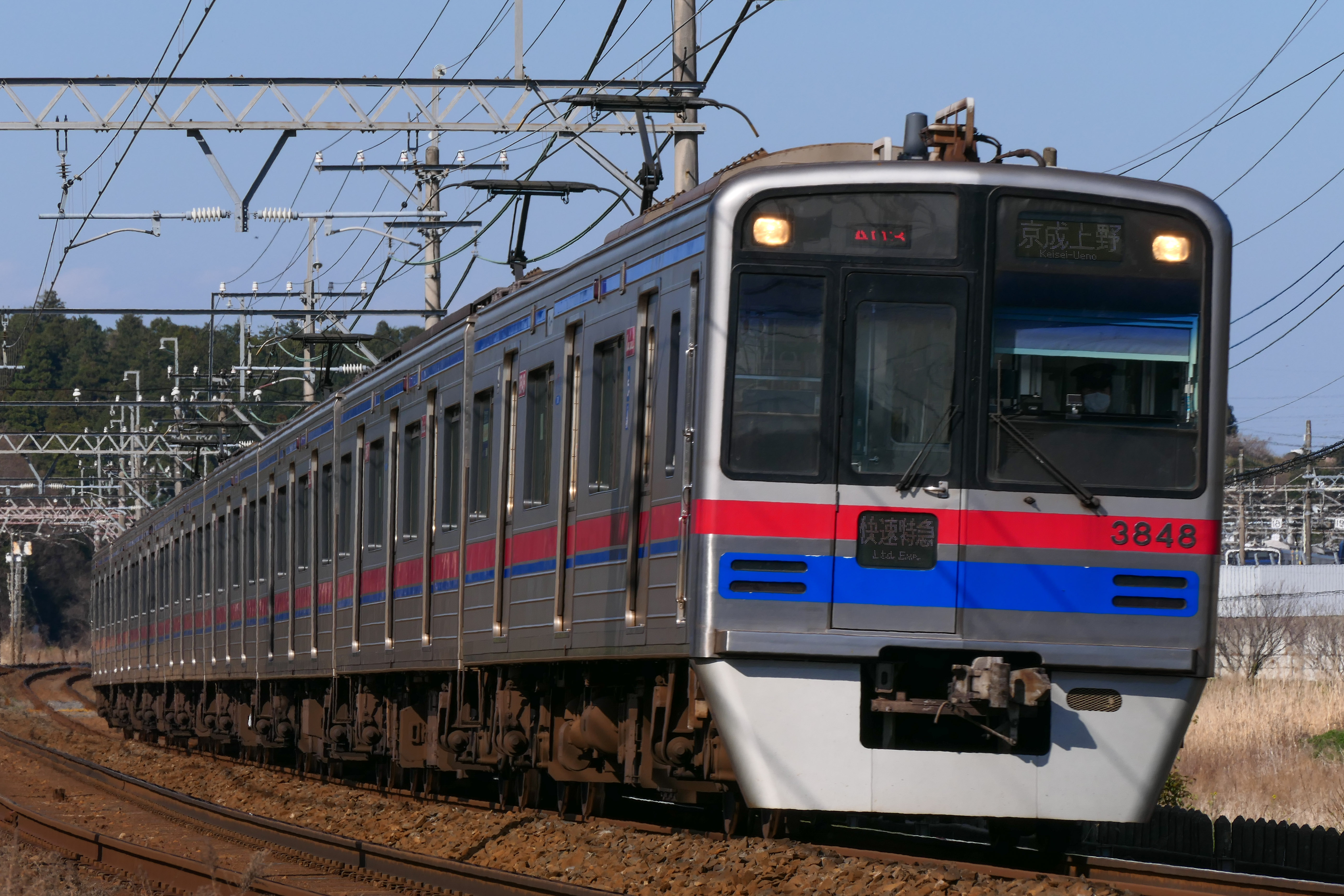
3700形（7次車）
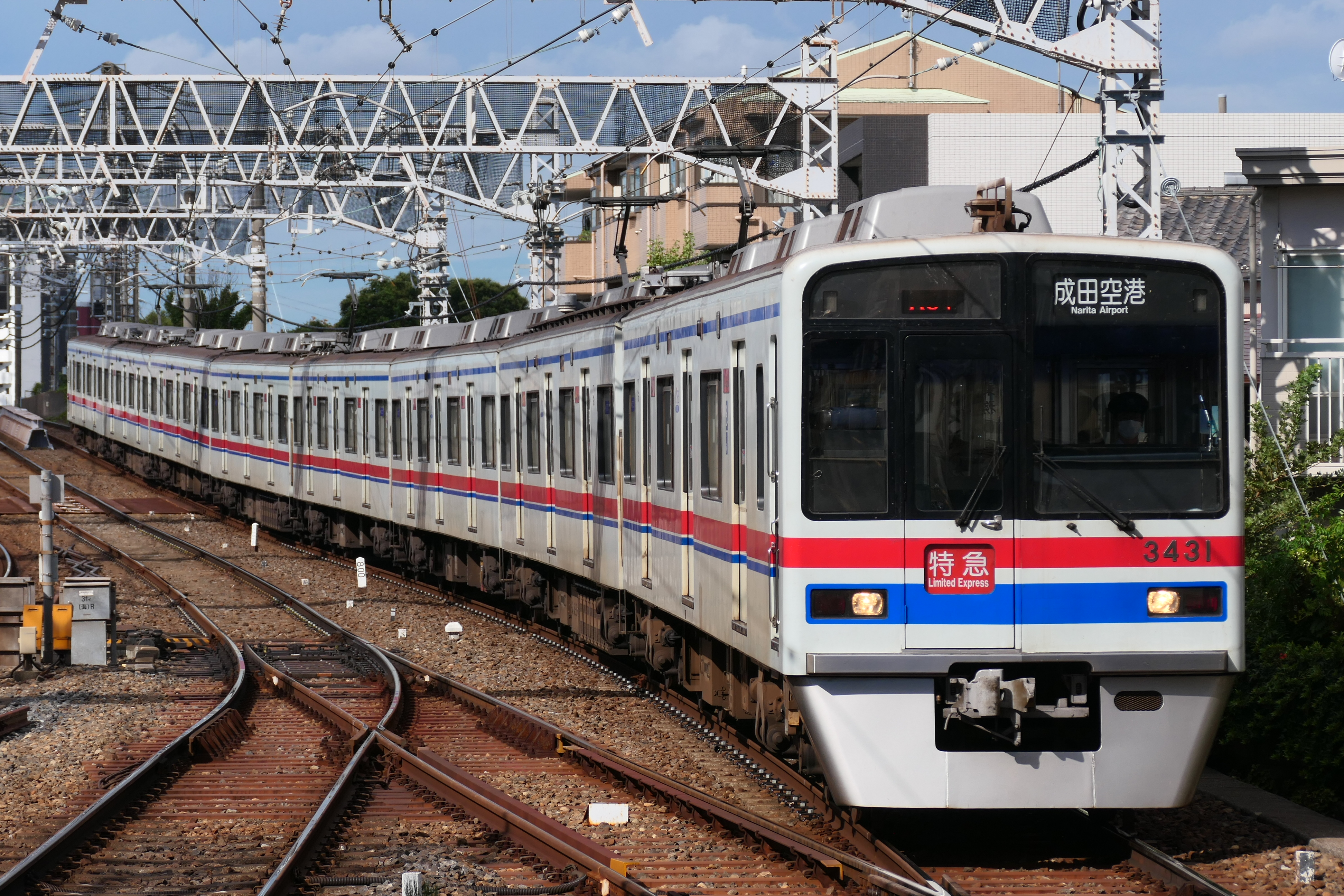
3400形

北総鉄道
- 7500形（2006年 - ）
- 7300形（1991年 - ）

- 7500形
- 7300形

千葉ニュータウン鉄道（北総鉄道が管理）
- 9200形（2013年 - ）
- 9800形（2017年 - ）
- 9100形（1994年 - ）

- 9200形
- 9800形
- 9100形

#### 過去の乗り入れ車両
京浜急行電鉄
- 1000形（初代、1968年 - 2008年）
- 2100形
通常は乗り入れず、イベント関係や年末年始の臨時列車のみ乗り入れる。

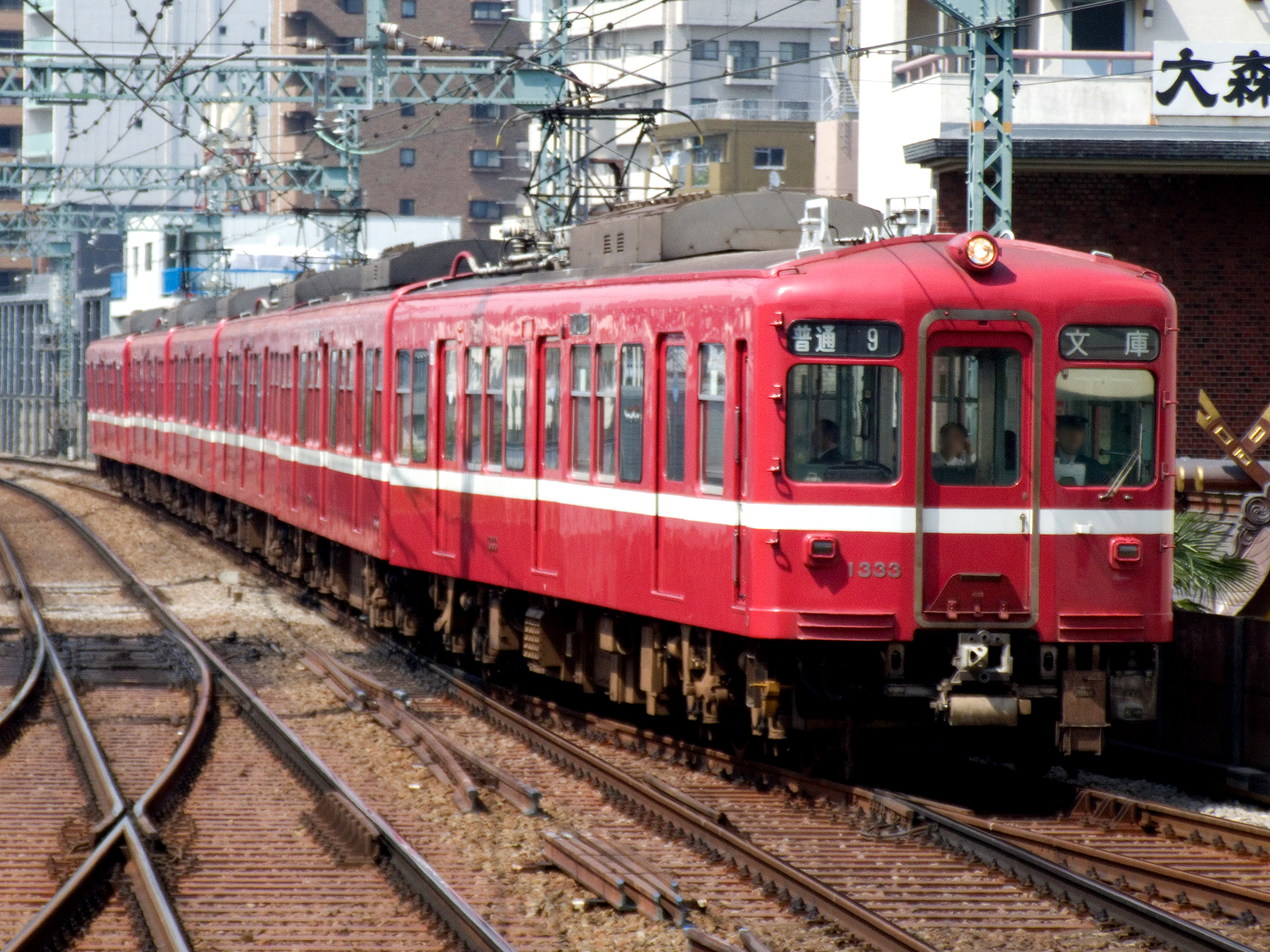
1000形（初代）
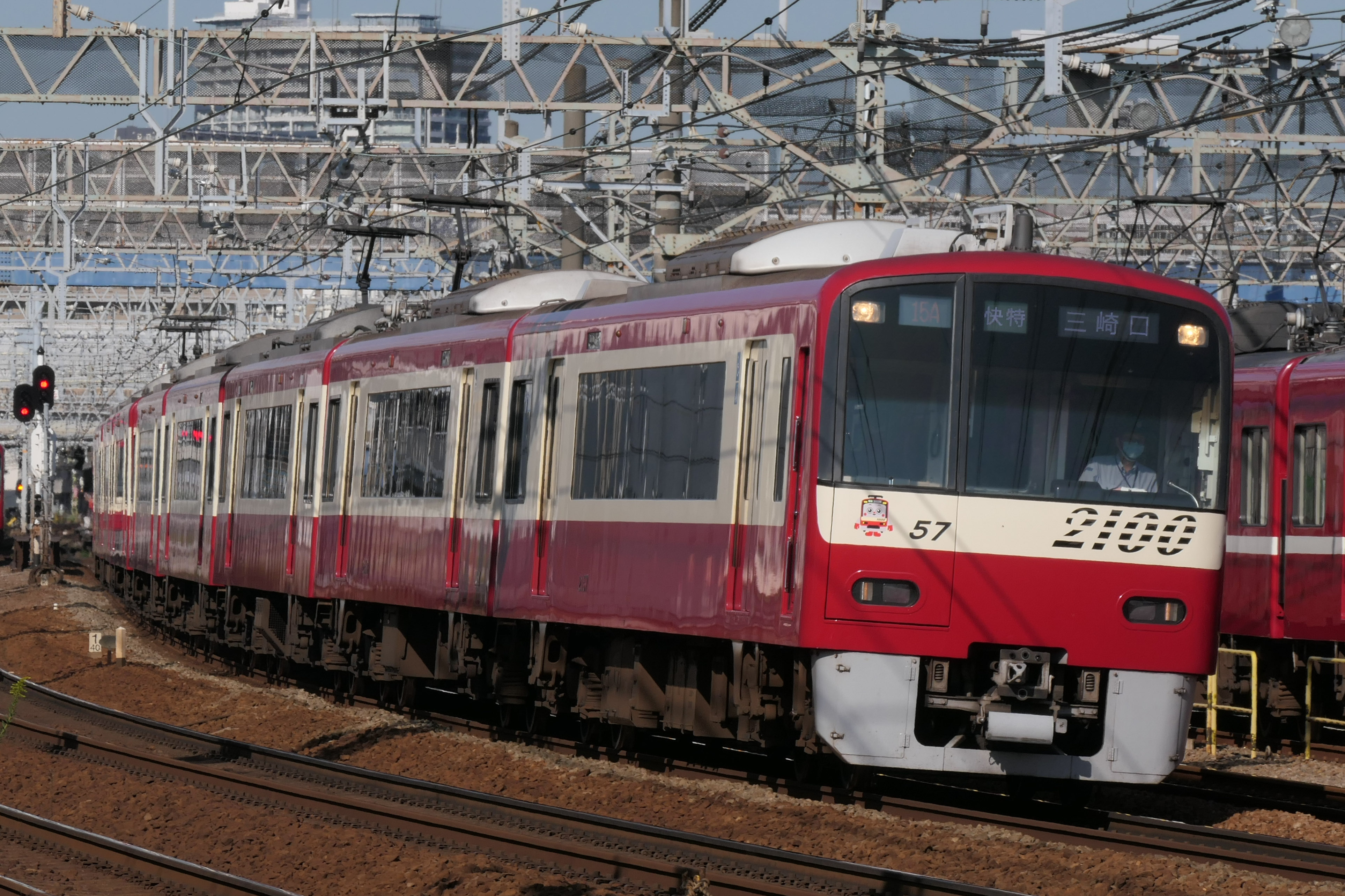
2100形

京成電鉄
- 1000形（1988年 - 1991年）
- 3000形（初代、1960年 - 1991年）
- 3050形（初代、1960年 - 1993年）
- 3100形（初代、1960年 - 1995年）
- 3150形（1963年 - 1998年）
- 3200形（初代、1964年 - 2007年）
- 3300形（1968年 - 2008年）
- 3500形（1972年 - 2017年）
- 3600形（1987年 - 2020年）

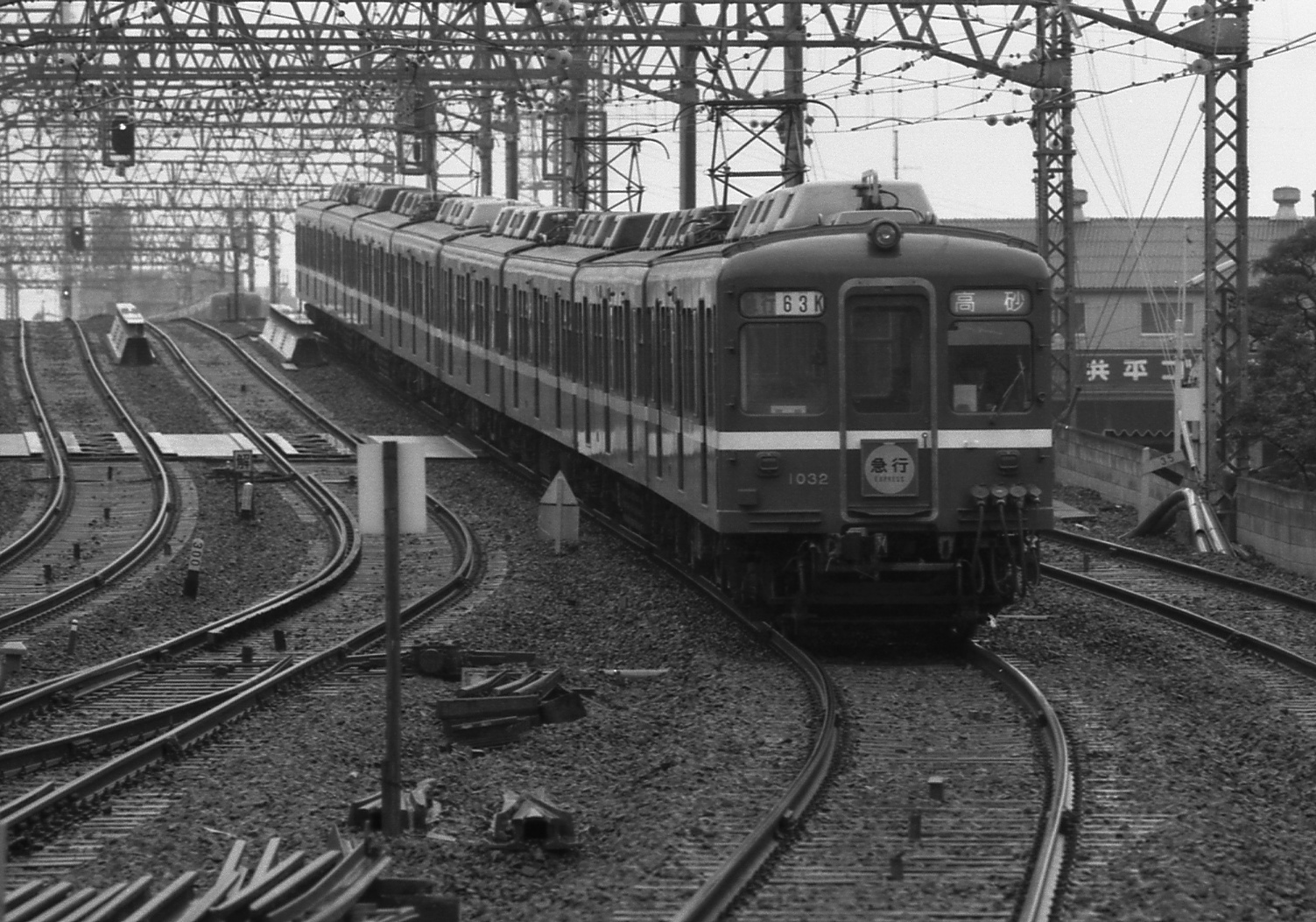
1000形
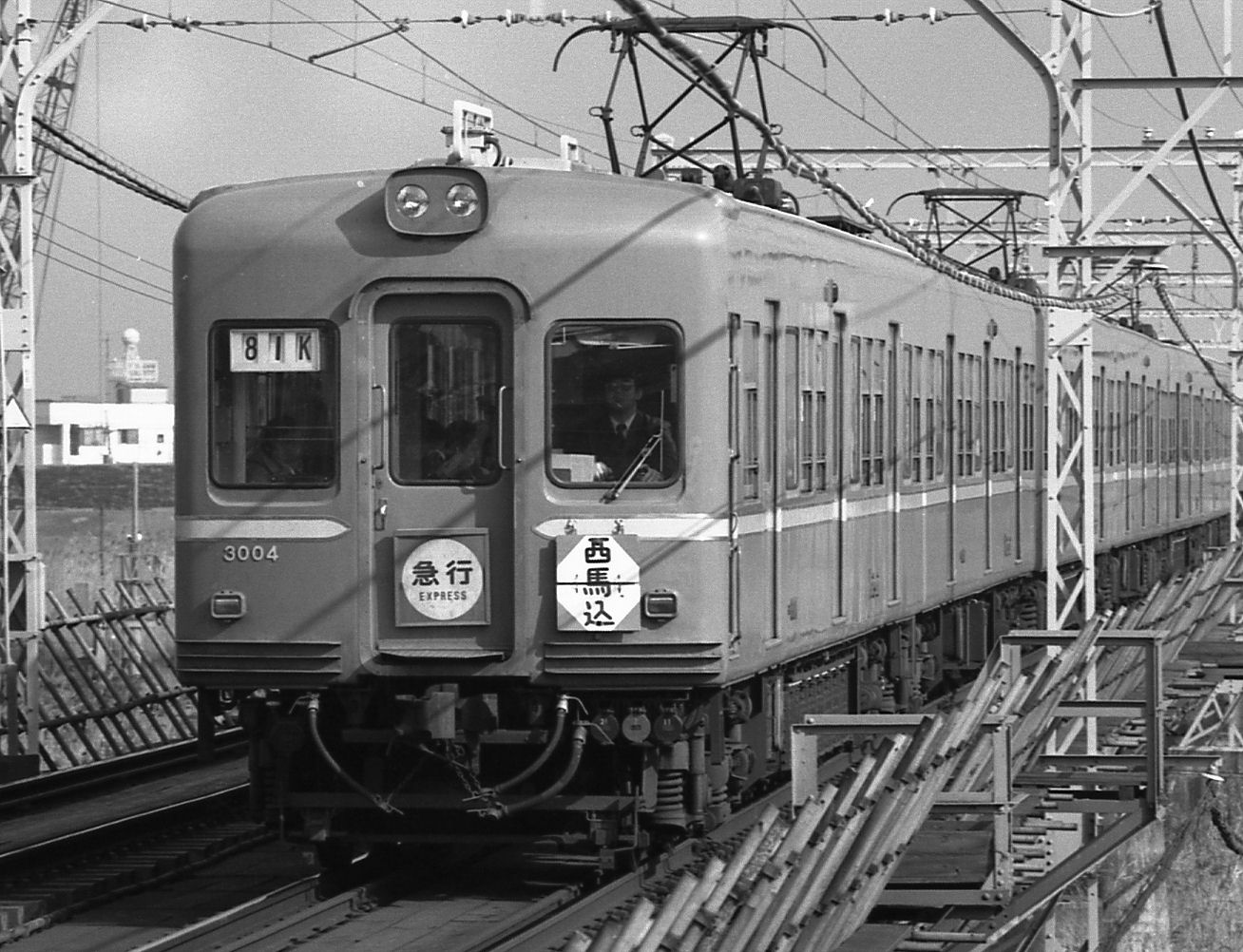
3000形（初代）
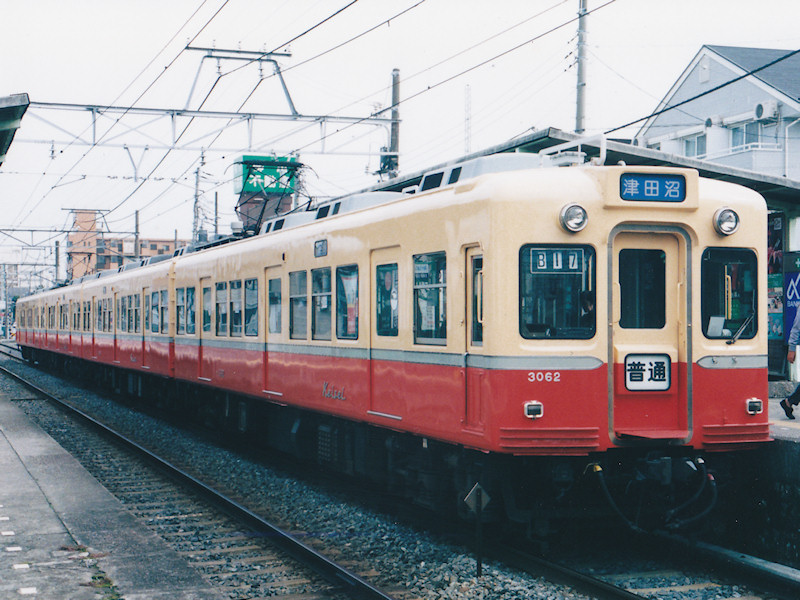
3050形（初代）
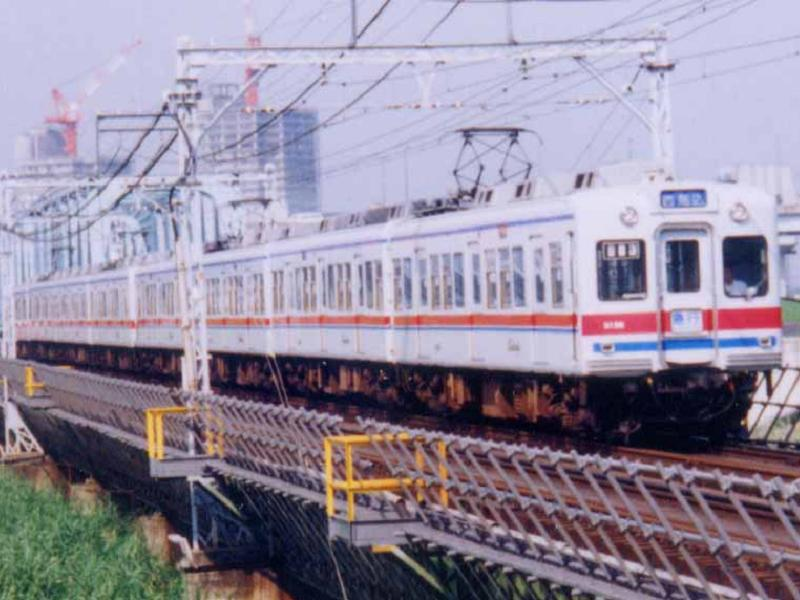
3100形（初代）
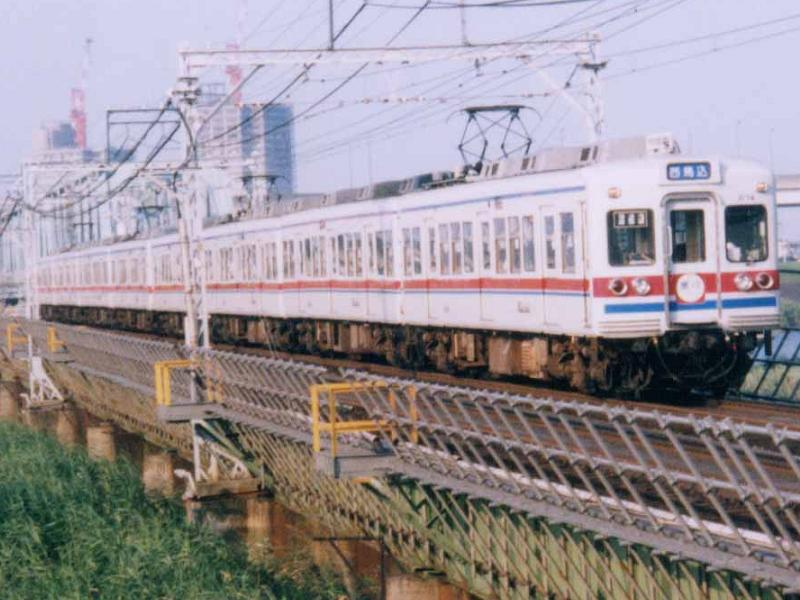
3150形
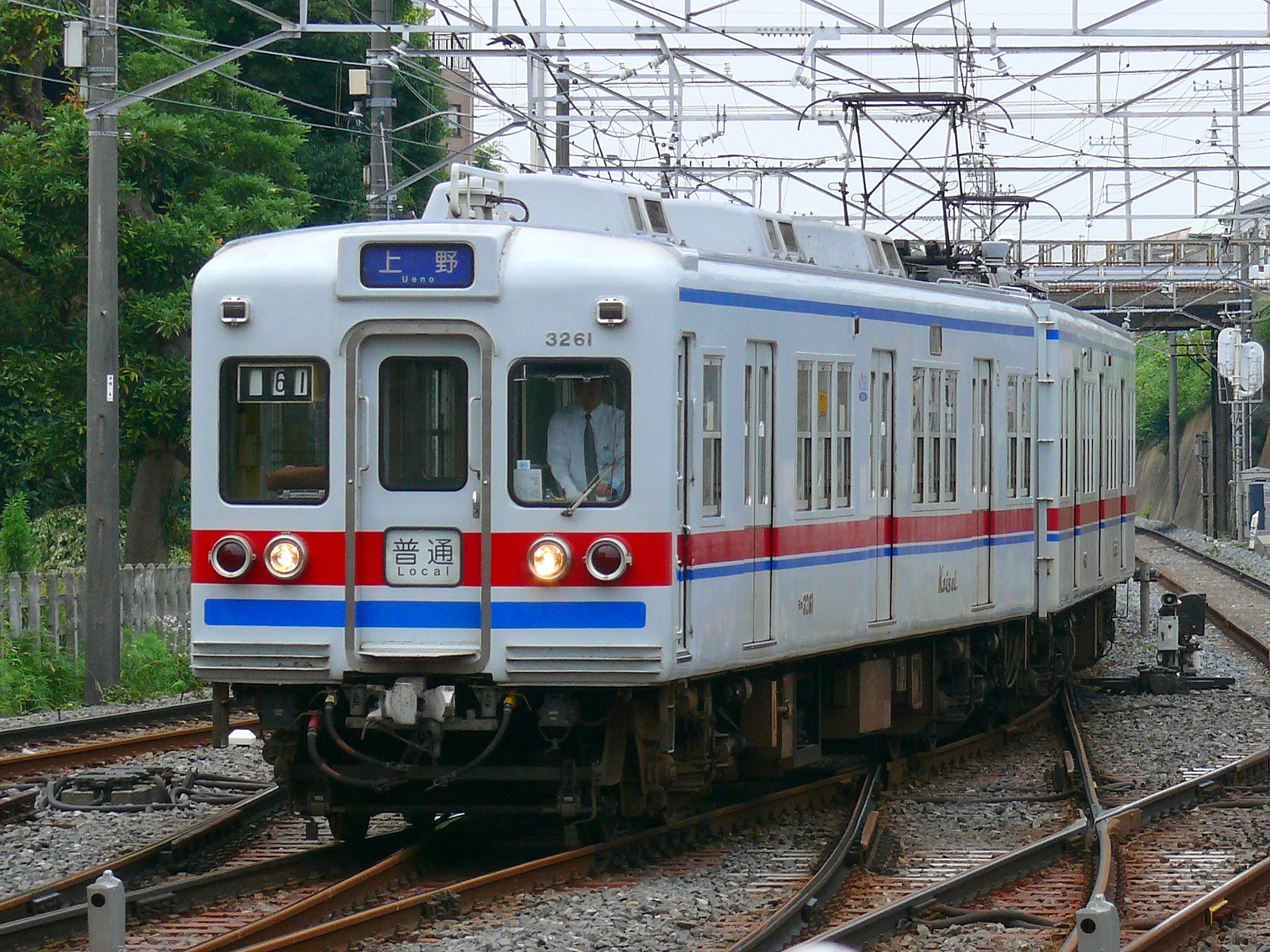
3200形
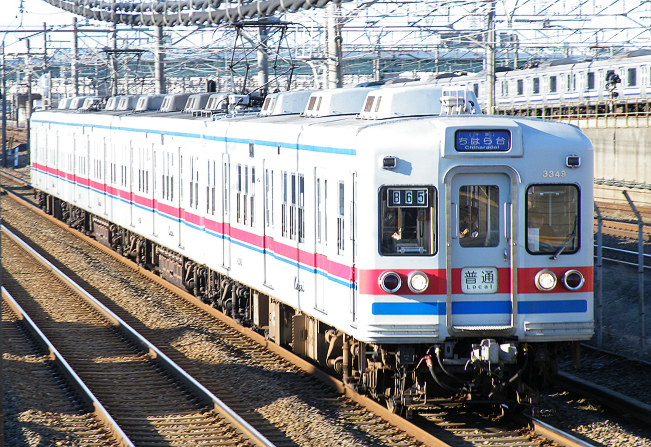
3300形
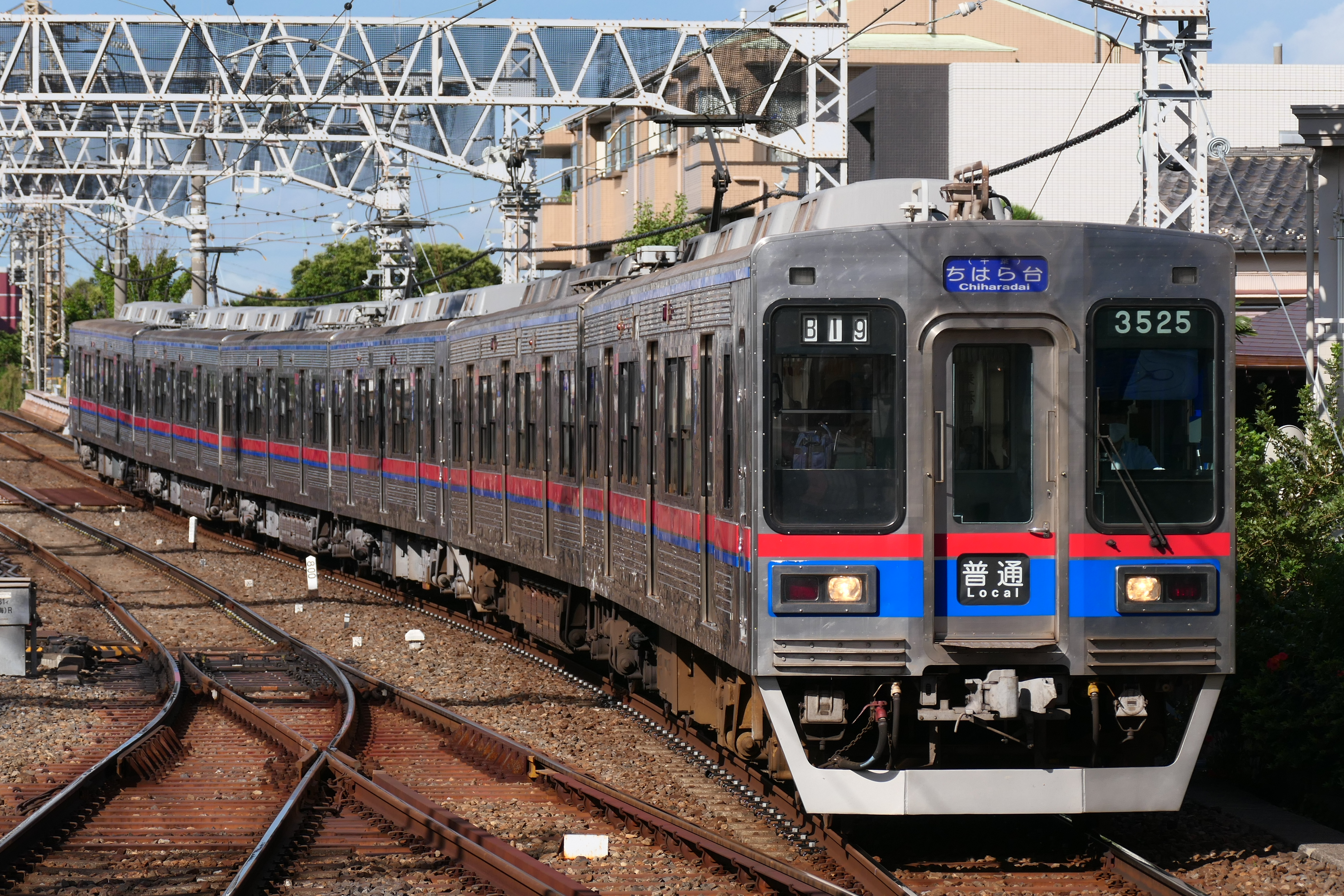
3500形
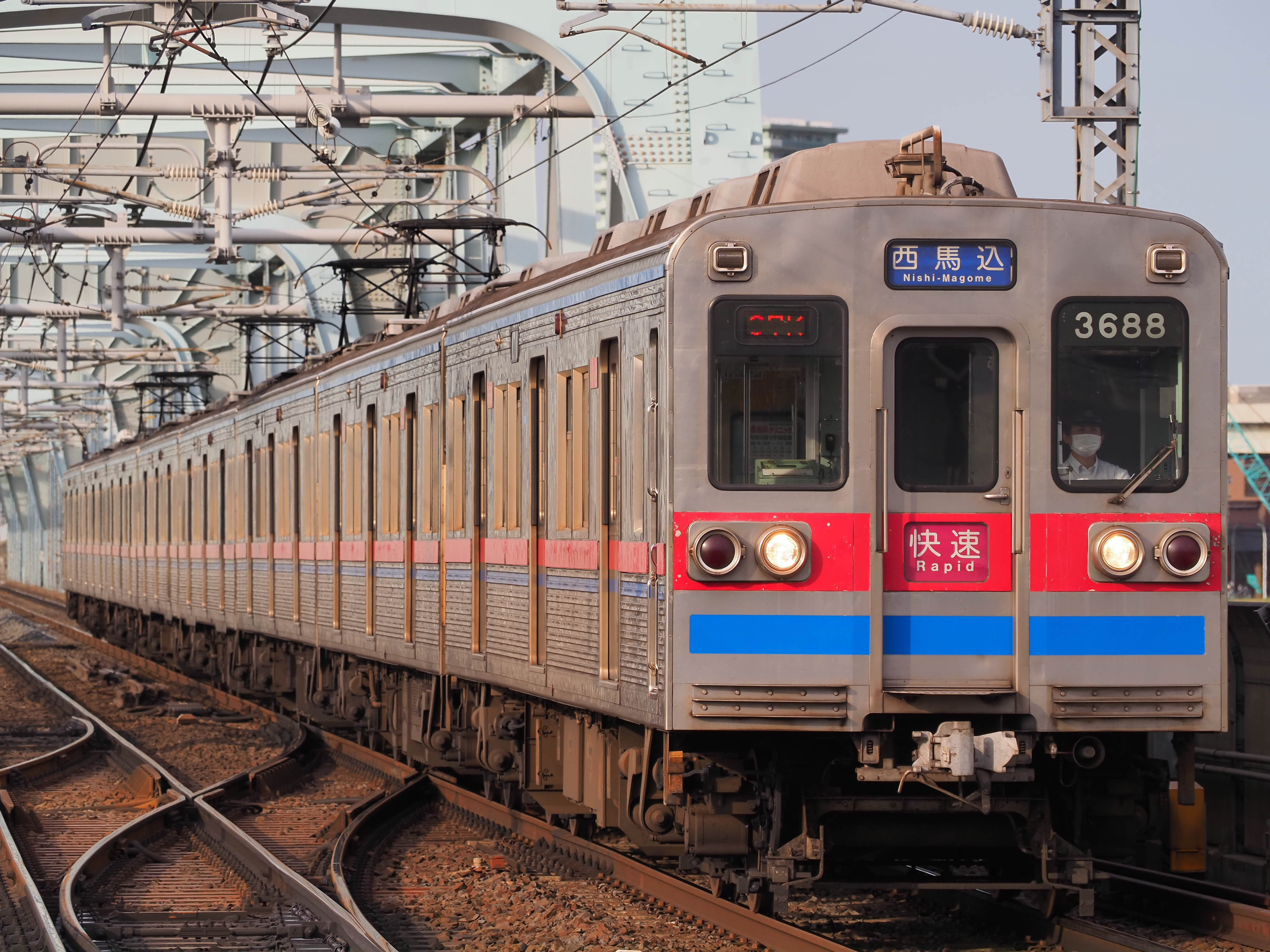
3600形

北総鉄道
- 7050形（1995年 - 2003年）
- 7150形（1991年 - 1997年）
- 7000形（1991年 - 2007年）
- 7250形（2003年 - 2006年）
- 7260形（2006年 - 2015年）
- 9000形（旧住宅・都市整備公団2000形）（1991年 - 2017年）

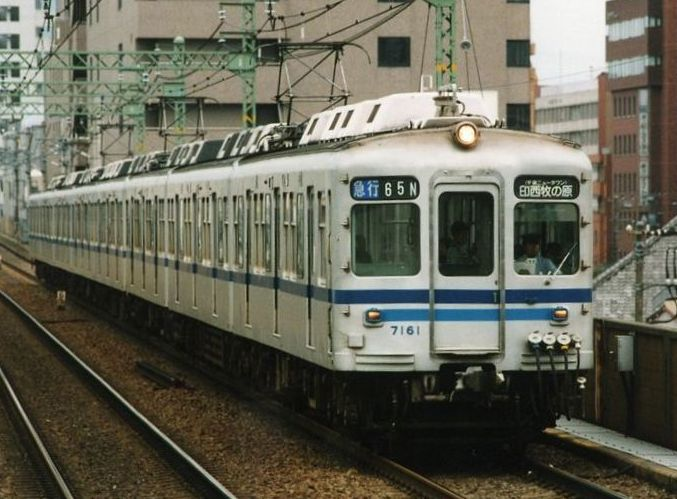
7150形
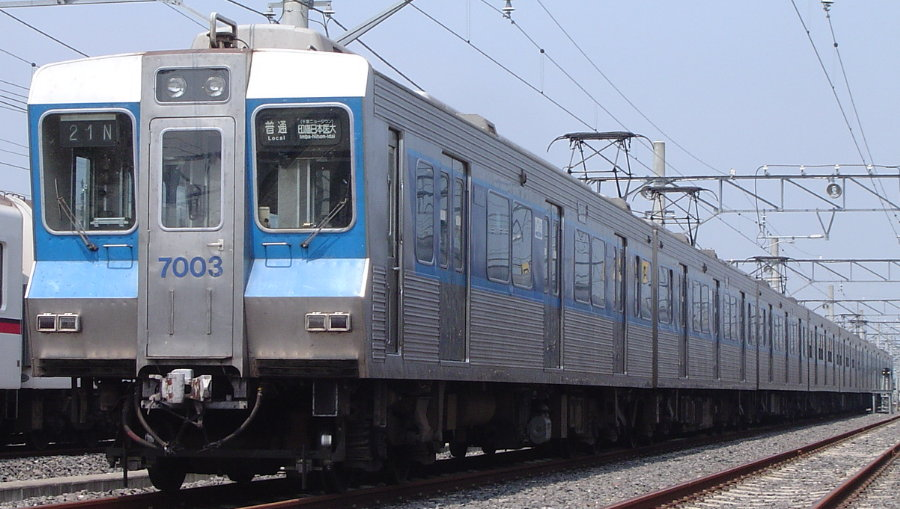
7000形
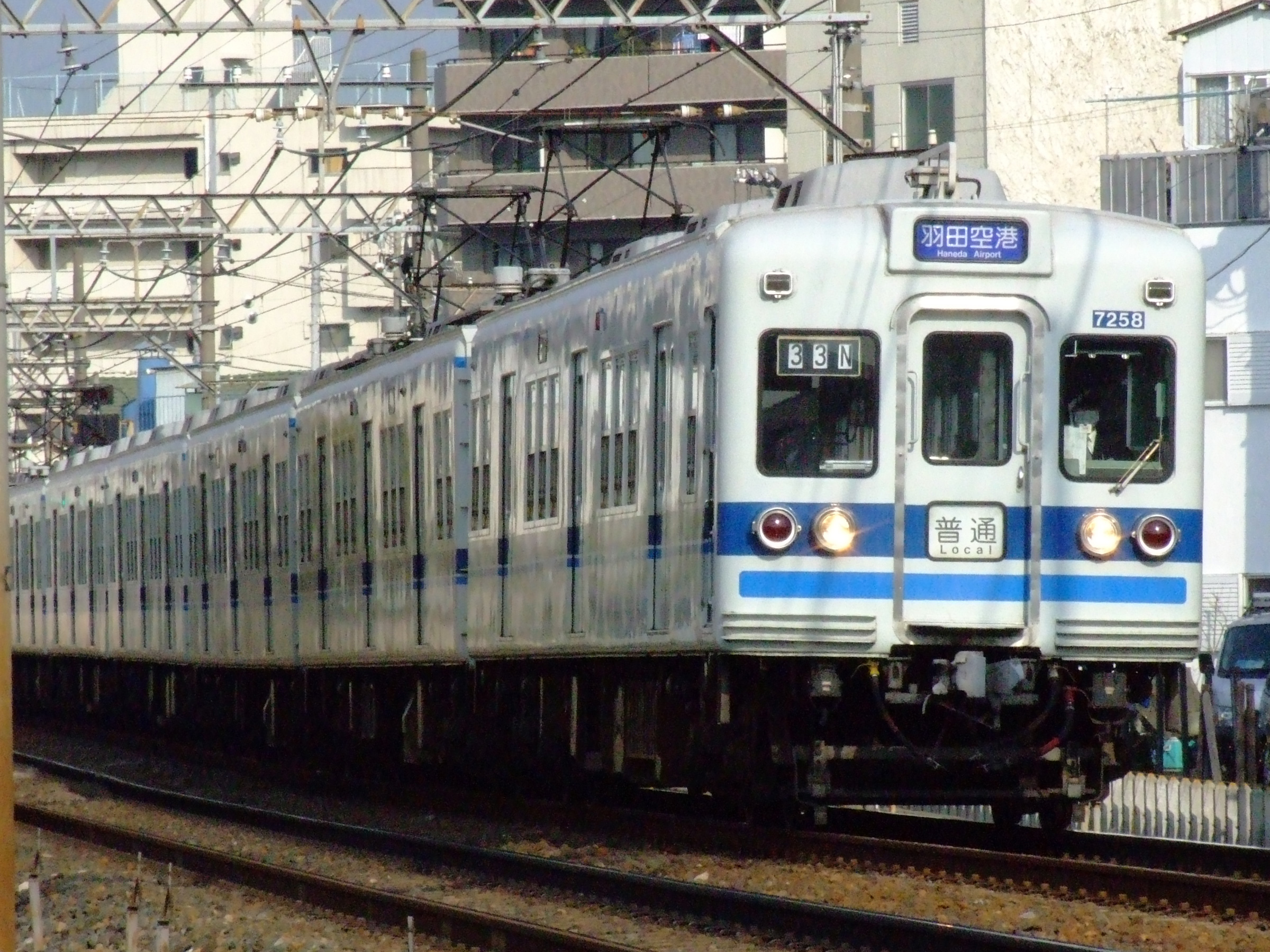
7250形
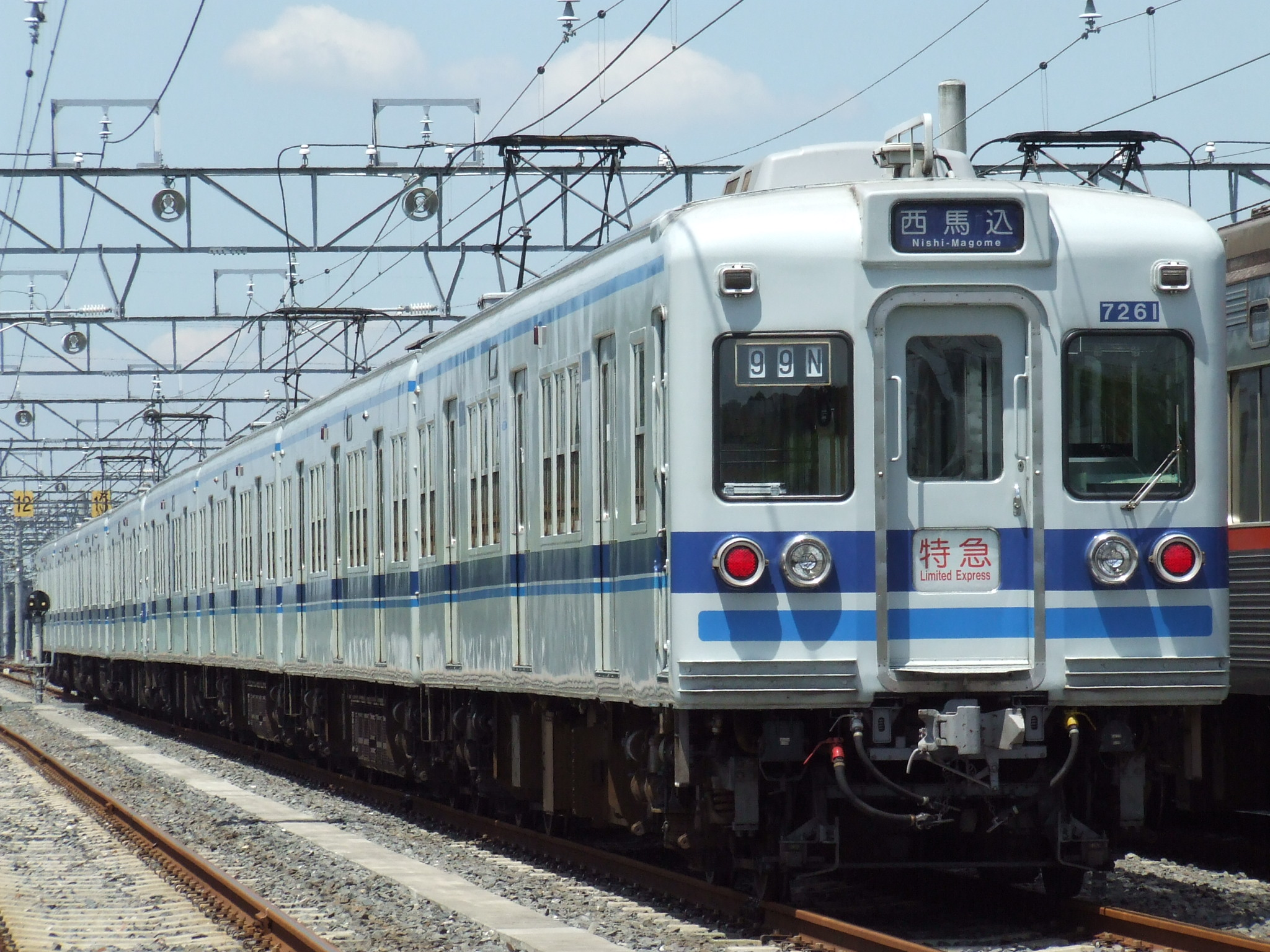
7260形
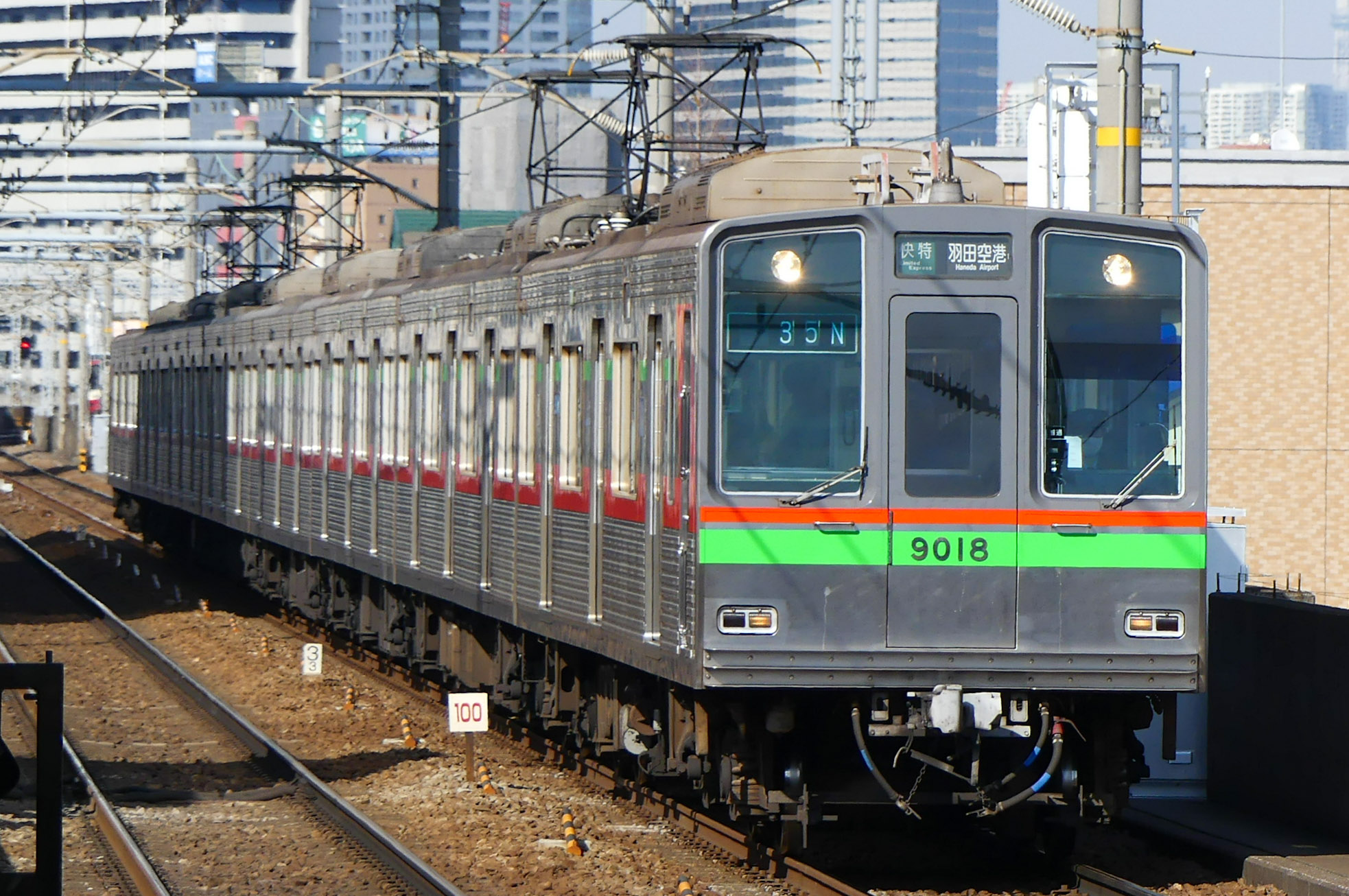
9000形（旧住宅・都市整備公団2000形）

芝山鉄道
- 3600形（2002年 - 2013年）

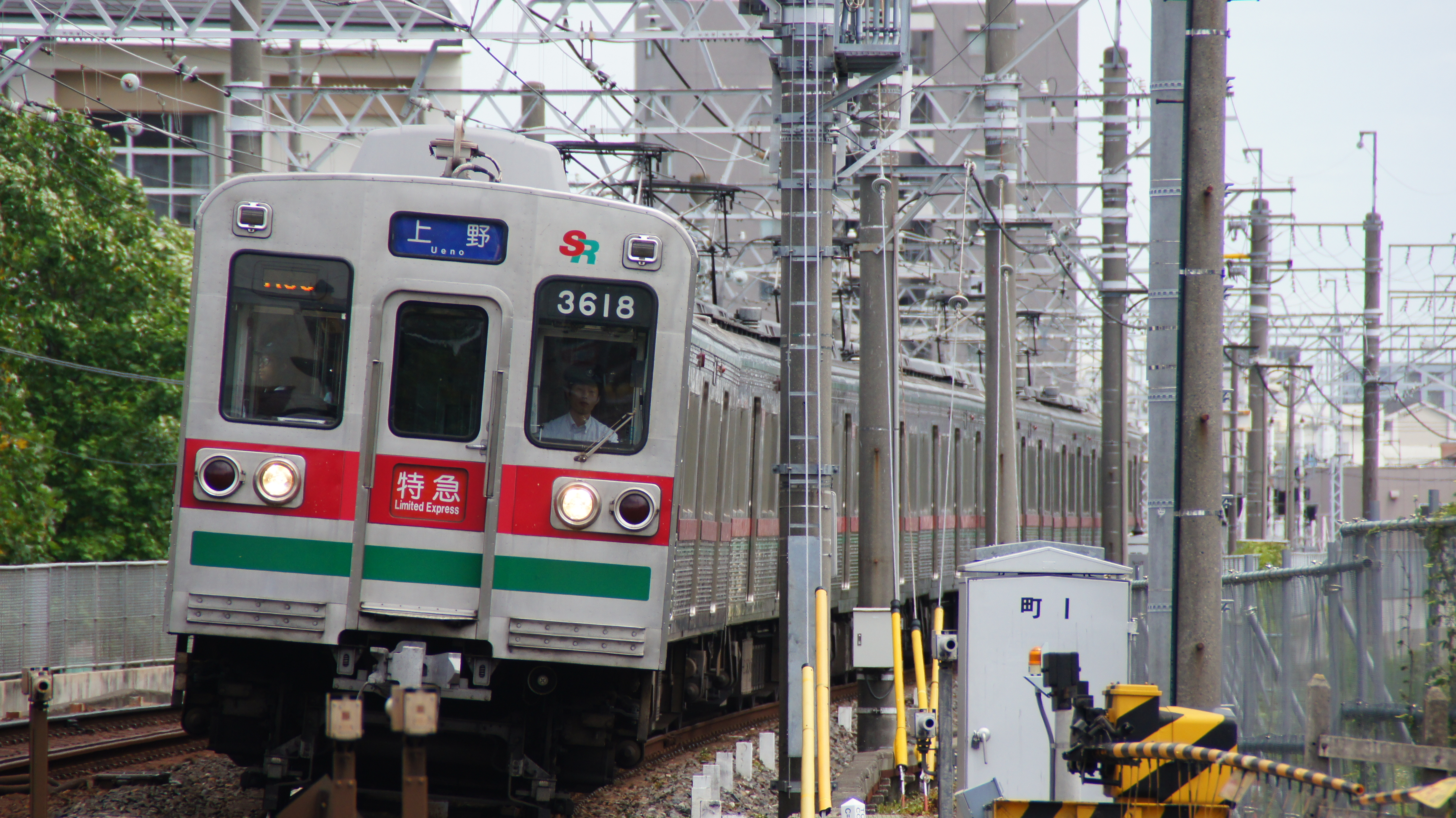
3600形

## 利用状況
2023年（令和5年）度の朝ラッシュ時最混雑区間（南行、本所吾妻橋→浅草駅間）の混雑率は120%である。
最短で2分30秒間隔と高頻度で運行されており、東京メトロ銀座線（浅草 - 新橋間）、総武快速線・横須賀線（馬喰町 - 新橋間）、山手線（新橋 - 五反田間）等、ほぼ全区間で他路線のバイパスとなるような線形をとっていることから、混雑率は都営地下鉄の路線で最も低い。
開業以降の輸送実績を下表に記す。表中、最高値を赤色で、最高値を記録した年度以降の最低値を青色で、最高値を記録した年度以前の最低値を緑色で表記している。
| 年度               | 輸送人員 | 最混雑区間輸送実績 | 最混雑区間輸送実績 | 最混雑区間輸送実績 | 最混雑区間輸送実績 | 特記事項                                       |
| 年度               | 輸送人員 | 運転本数：本       | 輸送力：人         | 輸送量：人         | 混雑率：%          | 特記事項                                       |
| ------------------ | -------- | ------------------ | ------------------ | ------------------ | ------------------ | ---------------------------------------------- |
| 1960年（昭和35年） | 15,622   |                    |                    |                    |                    | 12月4日、押上駅 - 浅草橋駅間開業               |
| 1963年（昭和38年） |          | 19                 | 9,108              | 13,120             | 144                | 最混雑区間は押上 → 本所吾妻橋間                |
| 1965年（昭和40年） | 157,354  | 19                 | 9,108              | 18,242             | 200                | 10月1日、数回の延伸開業を経て大門駅まで開業    |
| 1967年（昭和42年） |          | 19                 | 9,108              | 21,959             | 241                |                                                |
| 1968年（昭和43年） |          | 24                 | 16,800             | 23,928             | 142                | 11月15日、全線開業                             |
| 1970年（昭和45年） | 409,074  | 23                 | 16,080             | 24,095             | 150                |                                                |
| 1975年（昭和50年） | 454,128  | 24                 | 17,280             | 24,919             | 144                |                                                |
| 1976年（昭和51年） |          | 24                 | 17,280             | 24,538             | 142                | 6月10日、全列車6両編成化                       |
| 1978年（昭和53年） |          | 24                 | 18,000             | 21,492             | 119                | 6月21日、ラッシュ時の京急線直通列車が一部8両化 |
| 1980年（昭和55年） | 461,443  | 24                 | 18,720             | 22,984             | 123                |                                                |
| 1981年（昭和56年） |          | 24                 | 18,480             | 25,170             | 136                | 最混雑区間を泉岳寺 → 三田間に変更              |
| 1985年（昭和60年） | 486,528  | 24                 | 18,720             | 26,245             | 140                |                                                |
| 1990年（平成02年） | 570,129  | 24                 | 20,880             | 29,211             | 140                | 1991年3月31日、北総線と相互直通運転開始        |
| 1991年（平成03年） |          | 24                 | 22,880             | 29,115             | 124                | 最混雑区間を押上 → 本所吾妻橋間に変更          |
| 1992年（平成04年） | 615,040  | 24                 | 23,040             | 28,150             | 122                |                                                |
| 1993年（平成05年） |          | 24                 | 23,040             | 33,090             | 144                | 4月1日、京急空港線と相互直通運転開始           |
| 1994年（平成06年） |          | 24                 | 23,040             | 32,994             | 143                |                                                |
| 1995年（平成07年） | 592,921  | 24                 | 23,040             | 36,595             | 159                | 7月2日、5000形運用終了により冷房化率100%       |
| 1996年（平成08年） |          | 24                 | 23,040             | 33,900             | 147                |                                                |
| 1997年（平成09年） |          | 24                 | 23,040             | 33,285             | 144                |                                                |
| 1998年（平成10年） |          | 24                 | 23,040             | 34,019             | 148                |                                                |
| 1999年（平成11年） |          | 24                 | 23,040             | 33,024             | 144                |                                                |
| 2000年（平成12年） | 571,897  | 24                 | 23,040             | 29,499             | 128                |                                                |
| 2001年（平成13年） | 584,414  | 24                 | 23,040             |                    | 129                |                                                |
| 2002年（平成14年） | 593,123  | 24                 | 23,040             | 30,885             | 134                |                                                |
| 2003年（平成15年） | 579,757  | 24                 | 23,040             | 26,188             | 114                |                                                |
| 2004年（平成16年） | 574,995  | 24                 | 23,040             |                    | 124                | 最混雑区間を本所吾妻橋 → 浅草間に変更          |
| 2005年（平成17年） | 582,599  | 24                 | 23,040             |                    | 121                |                                                |
| 2006年（平成18年） | 597,415  | 23                 | 22,080             | 30,067             | 136                |                                                |
| 2007年（平成19年） | 623,714  | 23                 | 22,080             | 29,450             | 133                |                                                |
| 2008年（平成20年） | 632,555  | 23                 | 22,080             | 29,877             | 135                |                                                |
| 2009年（平成21年） | 627,217  | 24                 | 23,040             | 28,087             | 122                |                                                |
| 2010年（平成22年） | 623,563  | 24                 | 23,040             | 25,550             | 111                | 7月17日、京成成田空港線開業                    |
| 2011年（平成23年） | 605,990  | 24                 | 23,040             | 26,040             | 113                |                                                |
| 2012年（平成24年） | 635,486  | 23                 | 22,080             | 25,866             | 117                |                                                |
| 2013年（平成25年） | 657,513  | 23                 | 22,080             | 24,980             | 113                |                                                |
| 2014年（平成26年） | 669,603  | 23                 | 22,080             | 26,140             | 118                | 11月8日、全列車8両編成化                       |
| 2015年（平成27年） | 696,743  | 24                 | 23,040             | 27,713             | 120                |                                                |
| 2016年（平成28年） | 718,855  | 24                 | 23,040             | 30,231             | 131                | 最混雑時間帯を変更                             |
| 2017年（平成29年） | 742,803  | 24                 | 23,040             | 29,743             | 129                |                                                |
| 2018年（平成30年） | 764,911  | 24                 | 23,040             | 30,576             | 133                |                                                |
| 2019年（令和元年） | 767,994  | 24                 | 23,040             | 30,128             | 131                |                                                |
| 2020年（令和02年） | 504,604  | 24                 | 23,040             | 23,000             | 100                |                                                |
| 2021年（令和03年） | 522,336  | 24                 | 23,040             | 22,183             | 96                 |                                                |
| 2022年（令和04年） | 600,055  | 24                 | 23,040             | 24,103             | 105                |                                                |

## 駅一覧
- 駅番号は北行方向（西馬込から押上の方向）に増加。
- 全駅東京都内に所在。すべて8両編成に対応したホームを持つ。
- 停車駅 … ●: 停車、｜: 通過
- エアポート快特以外の種別はすべて各駅に停車する。

| 駅番号                 | 駅名                      | 駅間キロ               | 累計キロ               | エアポート快特 | 接続路線 | 所在地 |
| ---------------------- | ------------------------- | ---------------------- | ---------------------- | --- | --- | --- |
| A-01                   | 西馬込駅                  | -                      | 0.0                    | 京急本線直通 | | 大田区 |
| A-02                   | 馬込駅                    | 1.2                    | 1.2                    | 京急本線直通 | | 大田区 |
| A-03                   | 中延駅                    | 0.9                    | 2.1                    | 京急本線直通 | 東急電鉄： 大井町線 (OM04) | 品川区 |
| A-04                   | 戸越駅                    | 1.1                    | 3.2                    | 京急本線直通 | 東急電鉄： 池上線（戸越銀座駅：IK03） | 品川区 |
| A-05                   | 五反田駅                  | 1.6                    | 4.8                    | 京急本線直通 | 東日本旅客鉄道： 山手線 (JY 23) 東急電鉄： 池上線 (IK01) | 品川区 |
| A-06                   | 高輪台駅                  | 0.7                    | 5.5                    | 京急本線直通 | | 港区 |
| 京急直通運転区間       | 京急直通運転区間          | 京急直通運転区間       | 京急直通運転区間       | 空港線 羽田空港第1・第2ターミナル駅まで 久里浜線 三崎口駅まで 逗子線 逗子・葉山駅まで 本線 浦賀駅から（北行のみ）                                                    | 空港線 羽田空港第1・第2ターミナル駅まで 久里浜線 三崎口駅まで 逗子線 逗子・葉山駅まで 本線 浦賀駅から（北行のみ）                                                               | 空港線 羽田空港第1・第2ターミナル駅まで 久里浜線 三崎口駅まで 逗子線 逗子・葉山駅まで 本線 浦賀駅から（北行のみ）                                                    |
| A-07                   | 泉岳寺駅                  | 1.4                    | 6.9                    | ● | 京浜急行電鉄： 本線（直通運転：上記参照） 東日本旅客鉄道： 京浜東北線・ 山手線（高輪ゲートウェイ駅：JK 21・JY 26）                                                              | 港区 |
| A-08                   | 三田駅                    | 1.1                    | 8.0                    | ● | 都営地下鉄： 三田線 (I-04) 東日本旅客鉄道： 京浜東北線・ 山手線（田町駅：JK 22・JY 27）                                                                                         | 港区 |
| A-09                   | 大門駅 （浜松町）         | 1.5                    | 9.5                    | ● | 都営地下鉄： 大江戸線 (E-20) 東日本旅客鉄道： 京浜東北線・ 山手線（浜松町駅：JK 23・JY 28） 東京モノレール： 東京モノレール羽田空港線（モノレール浜松町駅：MO 01）              | 港区 |
| A-10                   | 新橋駅                    | 1.0                    | 10.5                   | ● | 東京地下鉄： 銀座線 (G-08) 東日本旅客鉄道： 東海道線（上野東京ライン）(JT 02)・ 京浜東北線 (JK 24)・ 山手線 (JY 29)・ 横須賀線 (JO 18) ゆりかもめ： 東京臨海新交通臨海線 (U-01) | 港区 |
| A-11                   | 東銀座駅                  | 0.9                    | 11.4                   | ｜ | 東京地下鉄： 日比谷線 (H-10) 地下通路で銀座駅・日比谷駅・有楽町駅に連絡 | 中央区 |
| A-12                   | 宝町駅                    | 0.8                    | 12.2                   | ｜ | | 中央区 |
| A-13                   | 日本橋駅                  | 0.8                    | 13.0                   | ● | 東京地下鉄： 銀座線 (G-11) ・ 東西線 (T-10) 地下通路で茅場町駅に連絡 | 中央区 |
| A-14                   | 人形町駅                  | 0.8                    | 13.8                   | ｜ | 東京地下鉄： 日比谷線 (H-14)、 半蔵門線（水天宮前駅：Z-10） | 中央区 |
| A-15                   | 東日本橋駅                | 0.7                    | 14.5                   | ● | 都営地下鉄： 新宿線（馬喰横山駅：S-09） 東日本旅客鉄道： 総武線（快速）（馬喰町駅：JO 21）                                                                                      | 中央区 |
| A-16                   | 浅草橋駅                  | 0.7                    | 15.2                   | ｜ | 東日本旅客鉄道： 総武線（各駅停車）(JB 20) | 台東区 |
| A-17                   | 蔵前駅                    | 0.7                    | 15.9                   | ｜ | 都営地下鉄： 大江戸線 (E-11) | 台東区 |
| A-18                   | 浅草駅                    | 0.9                    | 16.8                   | ● | 東京地下鉄： 銀座線 (G-19) 東武鉄道： 伊勢崎線（東武スカイツリーライン）(TS-01)                                                                                                 | 台東区 |
| A-19                   | 本所吾妻橋駅              | 0.7                    | 17.5                   | ｜ | | 墨田区 |
| A-20                   | 押上駅 （スカイツリー前） | 0.8                    | 18.3                   | ● | 待避可能駅 京成電鉄： 押上線（KS45、下記の路線・駅まで直通運転あり） 東京地下鉄： 半蔵門線 (Z-14) 東武鉄道： 伊勢崎線（東武スカイツリーライン）(TS-03)                          | 墨田区 |
| 京成・北総直通運転区間 | 京成・北総直通運転区間    | 京成・北総直通運転区間 | 京成・北総直通運転区間 | 押上線経由 - 本線成田空港駅まで - 成田空港線（成田スカイアクセス線）成田空港駅まで - 北総鉄道北総線印旛日本医大駅まで - 本線・東成田線経由芝山鉄道線芝山千代田駅まで | 押上線経由 - 本線成田空港駅まで - 成田空港線（成田スカイアクセス線）成田空港駅まで - 北総鉄道北総線印旛日本医大駅まで - 本線・東成田線経由芝山鉄道線芝山千代田駅まで            | 押上線経由 - 本線成田空港駅まで - 成田空港線（成田スカイアクセス線）成田空港駅まで - 北総鉄道北総線印旛日本医大駅まで - 本線・東成田線経由芝山鉄道線芝山千代田駅まで |

1. ↑  泉岳寺駅は他社接続の共同使用駅で、東京都交通局の管轄駅である。
2. ↑  東銀座駅⇔銀座駅・日比谷駅・有楽町駅との連絡業務は行っていない。
3. ↑  日本橋駅⇔茅場町駅との連絡業務は行っていない。
4. ↑  人形町駅⇔水天宮前駅との乗り換えには地上の道路を歩く必要がある。
5. ↑  蔵前駅での乗り換えには地上の道路を歩く必要がある。
6. 1 2  東武線に乗り換える場合、浅草駅では、地下通路経由では銀座線の改札を通行できないため、地上の道路を歩く必要がある。押上駅は連絡通路で直結している。
7. ↑  押上駅は他社接続の共同使用駅で、京成電鉄の管轄駅である。

## ホームドア設置
ホームドアについては、浅草線では相互直通運転各事業者の乗り入れ車両数が多く、これまでの定位置停止装置等を車両に搭載する方式でホームドアを整備することが困難であった。そこで、東京都交通局とデンソーウェーブが共同開発した、車両のドアに貼り付けられた特殊なQRコードを駅のカメラで読み取りホームドアの開閉と連動させる技術を採用し、当初見込まれていた約20億円という整備コストを約270万円まで抑えることに成功した。
2017年11月24日より大門駅1番線ホームで実証実験を行った後、新橋駅、大門駅、三田駅、泉岳寺駅にホームドアを設置した。以後、2023年度までに浅草線内の押上駅以外の全駅にホームドアを整備する予定とされ、2023年11月18日には西馬込駅で運用を開始し交通局が管理するすべての駅で整備が完了した。押上駅については京成電鉄が整備を行い、2024年2月20日に整備が完了し、都営地下鉄全駅へのホームドア設置が完了した。

## 今後の動き
2001年5月の「首都圏の空港アクセス緊急改善対策」および8月の「都市再生プロジェクト第二次決定」を受け、国土交通省・東京都・中央区・鉄道事業者などが検討委員会を設置し、周辺の再開発とともに日本橋・東銀座間から東京駅への支線建設が検討された。この計画が実現した場合、東京駅から羽田・成田両空港への新たな直通アクセス路線となる。特に成田空港へは2010年7月17日に開業した成田スカイアクセスと直通した場合、最短アクセス路線となる。
国土交通省は羽田・成田両空港間を乗り換えなしで結ぶ鉄道の整備を計画している。2008年8月9日に発表されたのは、浅草線の途中駅（宝町駅・三田駅周辺）に特急列車待避設備を新設することで両空港駅間を65分で結ぶ計画（予算はおよそ400億円）。これに対し、同年9月7日にはバイパスとして並行する別線を新たに建設する案（およそ3,000億円）も発表され、さらに10分の時間短縮が可能とされている（「都心直結線」も参照）。この案では東京駅付近へ駅の設置も検討するとされている。同年10月、国土交通省はバイパス線建設を最有力候補にすることを発表した。
2020年には開業60周年を迎え、それに伴い2018年にリニューアル・プロジェクトの基本構想を発表するとしている。

## その他
- 大江戸線（地下鉄12号線）とは軌間が1,435 mmと同じであるため、1986年（昭和61年）4月から12号線用の12-000形試作車が浅草線の馬込検車場（当時）内で構内走行試験を行ったほか[35]、浅草線用のパンタグラフに交換することで[35]、浅草線の終電後に西馬込駅 - 戸越駅間で走行試験を行った[36][35]。
- 車内の旅客案内表示器による乗り換え案内は当初京急車では行われていなかったが（600形と新1000形のLCD搭載車を除く）、2010年10月の羽田空港国際線ターミナル駅開業に伴う改修を機に表示されるようになった。また、同時に旅客案内表示器を搭載するすべての車両（北総9100形のみ案内表示器交換後）において駅ナンバリングの表示もなされるようになった。
- 2009年2月10日から8月10日まで、交通局・環境局はオリックス自動車と協働でカーシェアリングと公共交通とを連携させたモデル事業を実施していた。浅草線の西馬込・中延・大門・宝町・日本橋・人形町・東日本橋・浅草・本所吾妻橋・押上の各駅近傍にカーシェアリングステーションを設置することで、環境負荷の低減を図っている[広報 20]。
- 以前は列車接近チャイムに、浅草線独自の3点チャイム（1991年以前）または4点チャイム（1991年の北総乗り入れ開始時より）[注釈 8]が使われていたが、2002年より全駅で都営地下鉄標準の接近メロディに置き換えられた。
- 2002年から2013年にかけて使われていた浅草線の駅自動放送は、2005年に発売されたパスネット「浅草線を走る車両」付属のCDに収録された。